# Deutscher Film

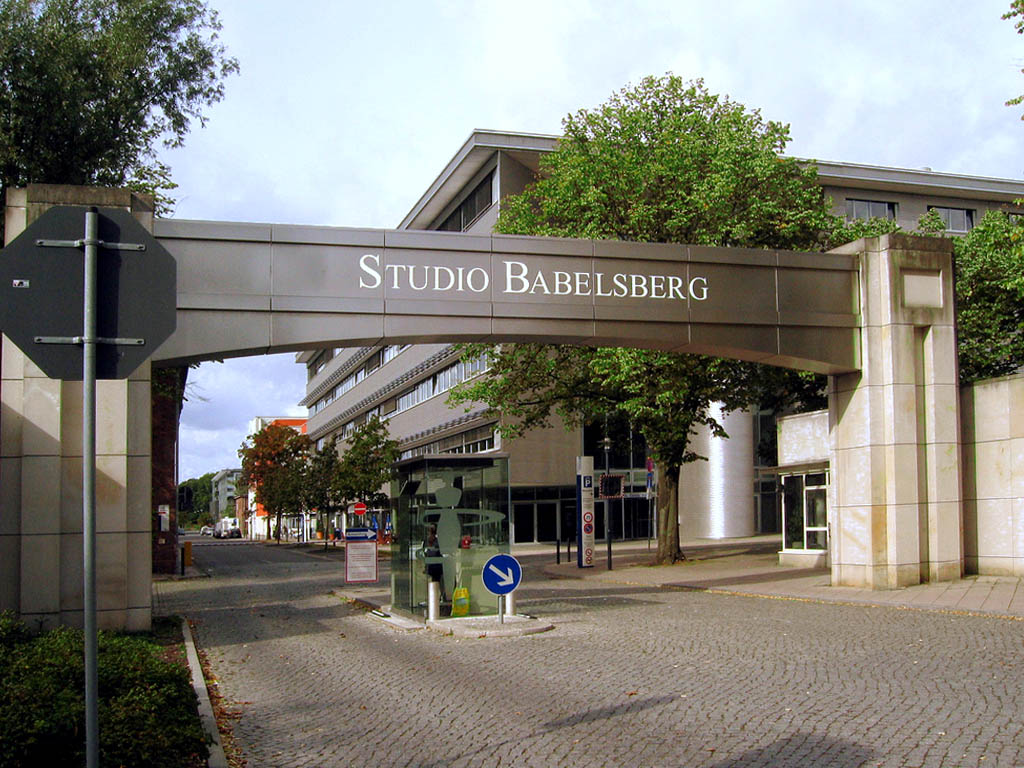
Das Studio Babelsberg in Potsdam bei Berlin wurde 1912 gegründet, als erstes großes Filmstudio der Welt und damit Vorläufer zu Hollywood.

Die deutsche Filmgeschichte ist Teil der internationalen Filmkultur. Sie reicht von technischen Pionierleistungen über die frühen Kinokunstwerke des Stummfilms und neu etablierten Genres bis zu Propagandafilmen, Heimatfilmen, Autorenkino, populären Kassenschlagern und zu europäischen Koproduktionen. Die Herstellung von Fernsehfilmen und Serien, Werbefilmen, Dokumentarfilmen, Trickfilmen und Musikvideos gehört ebenfalls zum Filmschaffen in Deutschland.
Das nationale Filmerbe wird insbesondere im Filmarchiv des Bundesarchivs gesammelt, gesichert und bereitgestellt.

## 1895–1918: Pionierzeit – Vom Kintopp zur Filmindustrie

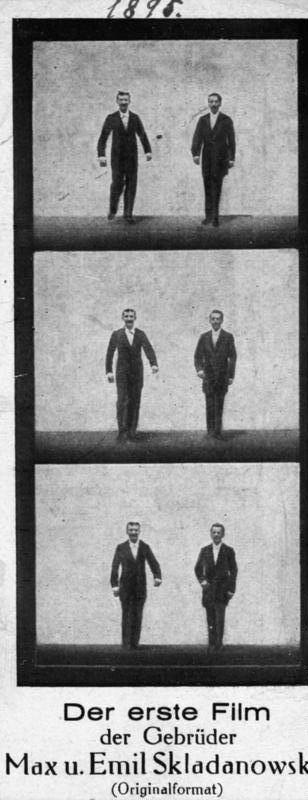
Filmstreifen aus dem ersten Film der Brüder Max und Emil Skladanowsky, 1895

Die Filmgeschichte beginnt in Deutschland bereits im Geburtsjahr des Films überhaupt: Schon vor der ersten Vorführung der Brüder Lumière am 28. Dezember 1895 in Paris zeigten die Brüder Skladanowsky im Wintergartenpalais zu Berlin am 1. November 1895 kurze Filme auf einem Überblendprojektor. Dessen aufwändige Technik konnte allerdings gegenüber dem praktischeren Gerät der Lumières, das sowohl zur Aufnahme als auch Projektion genutzt werden konnte, nicht bestehen. Weitere bekannte deutsche Filmpioniere waren Guido Seeber und Oskar Messter.
Die neuartige Kinematographie war zunächst eine Attraktion für die „höheren Schichten“; die Neuheit nutzte sich allerdings rasch ab – belanglose Kurzfilmchen wurden Jahrmarktsattraktionen für Kleinbürger und Arbeiter. Um das Publikum auch weiterhin fürs Kino zu begeistern, versuchten manche Filmhersteller an die Sensationslust des Publikums zu appellieren. Beispielhaft waren diesbezüglich die Filme von Joseph Delmont, der in Berliner Studios „wilde Raubtiere“ in Szene setzte und damit weltweit Bekanntheit erlangte.
Die Ladenbuden, in denen damals Kino veranstaltet wurde, hießen im Volksmund einigermaßen verächtlich „Kintopp“. Dem versuchten künstlerisch interessierte Filmleute mit längeren Spielhandlungen nach literarischen Vorbildern entgegenzuwirken: Nach 1910 entstanden erste künstlerische Filme, beispielsweise Der Student von Prag (1913) des Reinhardt-Schauspielers und Regisseurs Paul Wegener. Ein weiterer Pionier des deutschen Films war der vielseitige Ernst Lubitsch. Ebenfalls beeinflusst von Max Reinhardt, inszenierte er zuerst zwei- und dreiaktige Filme, nach 1918 aber vor allem präzise inszenierte Kammerspiele. Vor 1914 wurden allerdings auch viele ausländische Filme importiert, besonders dänische und italienische Kunstfilme standen in hohem Kurs, Sprachgrenzen gab es im Stummfilm nicht. Der Wunsch des Publikums nach weiteren Filmen mit ganz bestimmten Darstellern schuf auch in Deutschland das Phänomen des Filmstars, die Schauspielerinnen Henny Porten und die aus Dänemark kommende Asta Nielsen gehörten zu den ersten Stars. Der Wunsch der Zuschauer nach Fortsetzungen bestimmter Filme regte die Produktion von Filmserien (Serials) an, beliebt war vor allem der Detektivfilm – hier begann auch der Regisseur Fritz Lang seine glänzende Karriere.
Der Boykott beispielsweise französischer Filme in der Kriegszeit hinterließ eine spürbare Lücke, teilweise mussten Filmvorführungen durch Varieté-Nummern ergänzt oder ersetzt werden. Um 1916 existierten schon 2000 feste Abspielstätten im Deutschen Reich. Bereits 1917 setzte mit der Gründung der Universum Film Aktiengesellschaft (Ufa) die massive und halbstaatliche Konzentration der deutschen Filmindustrie ein, auch als Reaktion auf die sehr effektive Nutzung des neuen Mediums durch die alliierten Kriegsgegner zu Propagandazwecken. Unter militärischer Ägide entstanden sogenannte „vaterländische Filme“, die in Sachen Propaganda und Verfemung des Kriegsgegners entsprechenden Streifen der Alliierten teilweise gleichkamen. Das Publikum kam aber eher wegen der Unterhaltungsfilme in die Kinos, welche daher ebenfalls gefördert wurden. Auf diese Weise wuchs die deutsche Filmindustrie zur größten Europas heran.

## 1918–1933: Stummfilmklassiker und früher Tonfilm

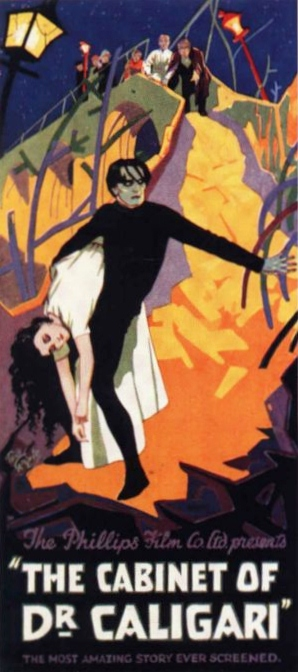
Das Cabinet des Dr. Caligari (1920) leitete eine frühe Blütephase des deutschen Films ein.

Aus dem Ersten Weltkrieg ging die deutsche Filmwirtschaft gestärkt hervor. Bereits 1919 setzte die deutsche Filmproduktion zu ihrem Höhenflug an. Fünfhundert Filme wurden in diesem Jahr fertig gestellt. Die 3000 deutschen Kinos verzeichneten trotz der herrschenden Inflation und Armut über 350 Millionen Besucher. Wegen des niedrigen Wechselkurses der Mark florierten auch die Exporte von Filmen. So war auch der größte Teil der deutschen Filmwirtschaft kommerziell ausgerichtet. Unterhaltungs-, Abenteuer- und Kriminalfilme wurden am laufenden Band hergestellt. Filmgeschichtlich relevant ist jedoch nur jener kleine Teil der damaligen Produktion, der auch künstlerischen, ästhetischen und teils auch gesellschaftspolitischen Ansprüchen genügen sollte: Filme, die heute dem Aufklärungsfilm, der Neuen Sachlichkeit, dem Kammerspielfilm und dem expressionistischen Film zugeordnet werden.
Publizisten wie Albert Hellwig warnten nachdrücklich vor „Schundfilmen“. Artikel 118 der Weimarer Verfassung wies deshalb eigens darauf hin, dass Gesetze für Lichtspiele von der Zensurfreiheit abweichende Bestimmungen festlegen könnten. Das Reichslichtspielgesetz vom 12. Mai 1920 führte eine Staatszensur ein. Zu kontrollieren war, ob der Film die öffentliche Ordnung und Sicherheit gefährden, das religiöse Empfinden verletzen, verrohend oder entsittlichend wirken, das deutsche Ansehen oder die Beziehungen Deutschlands zu auswärtigen Staaten gefährden könne. Diese Auflagen waren umso bemerkenswerter, als nicht nur die Presse, sondern auch das Theater unzensiert blieben.
Es gab auch ansprechende Unterhaltungsfilme. So gelang etwa Ernst Lubitsch mit seiner Großproduktion „Madame Dubarry“ im Jahr 1919 eine präzise Inszenierung mit den aufsteigenden Stars des deutschen Films Pola Negri und Emil Jannings. Auch der phantastische Film verzeichnete in Deutschland mit „Der Golem, wie er in die Welt kam“ (1920) von Paul Wegener einen großen Erfolg. Der international erfolgreiche Film lief monatelang in ausverkauften Häusern von den Vereinigten Staaten bis nach China.
Ab 1919 erlangte der deutsche expressionistische Film Weltruhm. Als Grundstein und Höhepunkt zugleich gilt hier „Das Cabinet des Dr. Caligari“ (1919) von Robert Wiene. In diesem Film fand der expressionistische Kunststil, der seit 1905 durch die Künstlergruppe „Brücke“ propagiert wurde, seinen ersten Niederschlag im Film. Schräge, verbogene und verzerrte Wände, Kulissen und Dekorationsobjekte machten den Film rund um einen wahnsinnigen Mörder zum schauerromantischen Erlebnis. Die expressiven Kulissen erforderten auch von den Schauspielern expressivere Ausdrucksweisen, was zumeist nur in Ansätzen gelang. Überzeugend in dieser Hinsicht war jedoch Fritz Kortner, der sein Können erstmals im österreichischen Beethoven-Porträt Der Märtyrer seines Herzens zeigen konnte, und in der Folge etwa in Leopold Jessners „Hintertreppe“ (1921) oder Robert Wienes „Orlac’s Hände“ (1924) expressiv darstellte.

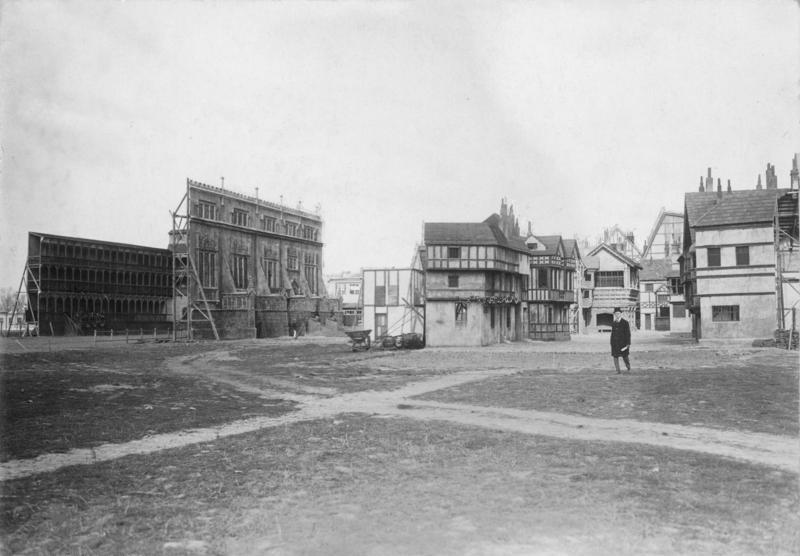
Filmgelände der UFA in Berlin-Tempelhof, 1920

In „Nosferatu, eine Symphonie des Grauens“ erweiterte Friedrich Wilhelm Murnau 1922 den ausgeprägten Licht-Schatten-Gegensatz vom visuellen Effekt zum dramaturgischen Aufbauelement. Der expressionistische Film, geboren aus der Not, eher mit improvisatorischer Phantasie als mit großem Budget arbeiten zu müssen, schien eine vorübergehende Modeerscheinung zu sein. Er beeinflusste jedoch stark die düstere Ästhetik späterer Horror- und Gangsterfilme weltweit. Auch Regisseure wie Jean Cocteau oder Ingmar Bergman ließen sich hier inspirieren. Von der Filmkritik – siehe Lotte Eisner und Siegfried Kracauer – wurden dem frühen deutschen Kunstfilm im Nachhinein allerdings auch apokalyptische und autoritätsfromme Tendenzen attestiert.
Nachfolgestil war der stärker sozialkritisch geprägte neusachliche Film, realisiert beispielsweise von Georg Wilhelm Pabst („Die freudlose Gasse“, 1925; „Die Büchse der Pandora“, 1929). Weitere bedeutende Filme der Neuen Sachlichkeit in Deutschland sind „Die Abenteuer eines Zehnmarkscheines“ (1926), dessen Drehbuch der große ungarische Filmtheoretiker Béla Balázs verfasste, und „Menschen am Sonntag“ (1930), bei dem mit Billy Wilder, Edgar G. Ulmer, Fred Zinnemann und den Gebrüdern Curt und Robert Siodmak gleich mehrere junge Talente des Regie- und Drehbuchfaches mitwirkten.
Ebenfalls vom Expressionismus mit seinen düsteren Elementen, Wahn- und Traumvorstellungen beeinflusst war der Kammerspielfilm. Dieser erzählte Geschichten von der Verelendung des Kleinbürgertums, der vorherrschenden Armut und der Psychologie des Alltags. Bedeutendste Werke waren diesbezüglich „Scherben“ (1921), „Hintertreppe“ (1921), „Sylvester“ (1924) und „Der letzte Mann“ (1924). Letztgenannter Film gilt auch aufgrund seiner „entfesselten Kamera“ – Karl Freund wandte die von ihm entwickelte Technik der Kamerafahrt bzw. des „Kameraflugs“ an, was dem Film eine bisher noch nie da gewesene optische Dynamik verleiht – als Glanzleistung des deutschen Stummfilms.

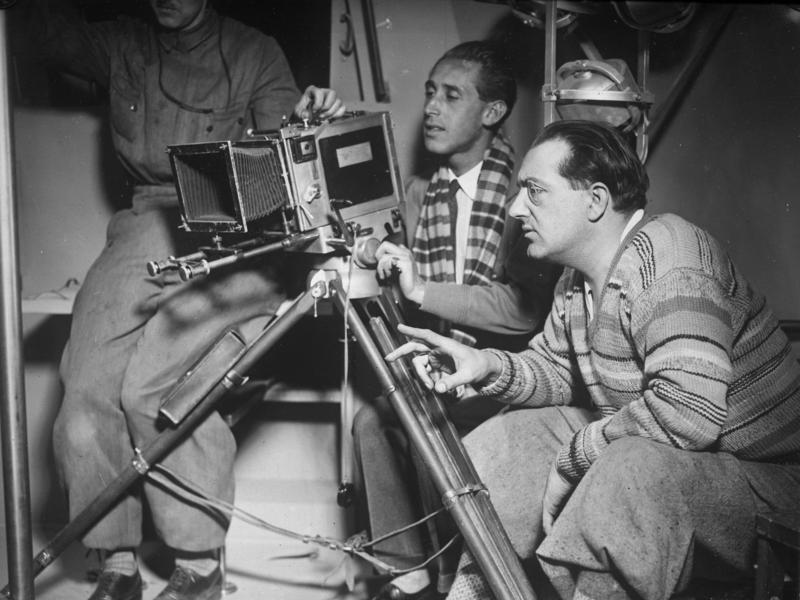
Fritz Lang (rechts) bei Dreharbeiten zu dem Film Frau im Mond, 1929

Zeitweise produzierten über 230 Filmgesellschaften allein in Berlin, neue Studios in Babelsberg ermöglichten noch größere Filmprojekte: im Kinospektakel „Metropolis“ (1927) von Fritz Lang wirkten 36.000 Komparsen mit, der Kameramann und Tricktechniker Eugen Schüfftan brachte hier sein revolutionäres Spiegeltrick-Verfahren erstmals ausführlich zum Einsatz. Fritz Lang schuf gemeinsam mit seiner Frau Thea von Harbou, die häufig die Drehbücher für seine Filme verfasste, einige Meisterwerke des Stummfilms, so etwa den gesellschaftskritischen, im Berliner Milieu spielenden Verbrecherfilm Dr. Mabuse, der Spieler (1922), das monumentale, zweiteilige Heldenepos „Die Nibelungen“ (1922/24) oder den wegweisenden Science-Fiction-Film Frau im Mond (1929), in dem der Countdown erstmalig inszeniert wurde.
Ab Mitte der 1920er Jahre wurden riesige Kinopaläste mit 1600 und mehr Plätzen eröffnet. Der deutsche Stummfilm wurde wichtiges Exportprodukt und Devisenbringer für den verarmten Kriegsverlierer Deutschland. Der niedrige Wechselkurs der Rentenmark zu Währungen wie Franc, US-Dollar und Pfund begünstigte die vorübergehende kreative und ökonomische Blüte des deutschen Kinos. Die deutsche Filmindustrie manövrierte dabei zwischen Glanz und Elend; auch wegen der gesamtwirtschaftlich instabilen Verhältnisse und ruinöser Großproduktionen. Wie in anderen Branchen konnten spektakuläre Pleiten (teilweise sogar mit politischen Hintergründen, vgl. die Phoebus-Affäre), Übernahmen und Konzentrationsprozesse beobachtet werden (vgl. Parufamet). So zog es nicht wenige der fähigsten deutschen Filmschaffenden – wie z. B. 1923 das Komödiengenie Ernst Lubitsch – früh nach Amerika. Außerdem: sogenannte Asphalt- und Sittenfilme nahmen sich „anrüchiger“ Themen (Abtreibung, Prostitution, Homosexualität, Nacktkultur, Drogensucht etc.) an und zogen die Kritik konservativer Kreise sowie die Zensur auf sich. Auch Dokumentar- und Experimentalfilm blühten auf, siehe etwa das Schaffen von Lotte Reiniger, Oskar Fischinger, Robert Siodmak oder Walter Ruttmann. Eine neuartige Mischung aus Natur- und Spielfilm stellte das Bergfilm-Genre dar. Der Düsseldorfer Draufgänger Harry Piel realisierte frühe Spielarten des Actionfilms.
Die umstrittenen „Preußenfilme“ erfreuten sich bei der politischen Rechten großer Beliebtheit, das NS-Regime setzte diese Reihe fort. Die Ufa war 1927 Teil des konservativen Hugenberg-Konzerns geworden. Auf der Linken entwickelte sich die „Volksfilm-Bewegung“ mit der Ende 1925 gegründeten Prometheus Film als größter „linker“ Filmfirma der Weimarer Republik. Diese schuf Klassiker wie den kommunistischen Film „Kuhle Wampe“ (1932) über die gleichnamige Zeltkolonie am Berliner Stadtrand. Zu den nennenswerten Regisseure des linken Spektrums gehört auch Werner Hochbaum, der nach zwei Wahlfilmen für die Sozialdemokraten mit „Brüder“ (1929) seinen ersten Langspielfilm drehte, der die triste Wohn- und Arbeitssituation des Hamburger Proletariats schilderte.
Filme mit sozialistischem Gedankengut hatten es bisher schwer, da Produzenten und Geldgeber in der Regel selbst zu den Bessergestellten gehörten und kein Interesse hatten, sozialrevolutionäre Proteste zu unterstützen. Doch auch die Prometheus hatte Probleme mit der Zensur, zumal die staatliche Filmprüfstelle bereits in deutschnationaler Hand war. Konnten rechtskonservative Filme wie Gustav Ucickys Das Flötenkonzert von Sans-souci (1930) große Publikumserfolge feiern, wurden antiautoritäre Filme, wie etwa der pazifistische US-amerikanische Filmklassiker Im Westen nichts Neues (1930) von den Nationalsozialisten boykottiert und in der Folge verboten. Die beliebten Reisefilme zeigten exotische Schauplätze, die ein Durchschnittsverdiener damals nur auf der Leinwand besichtigen konnte.

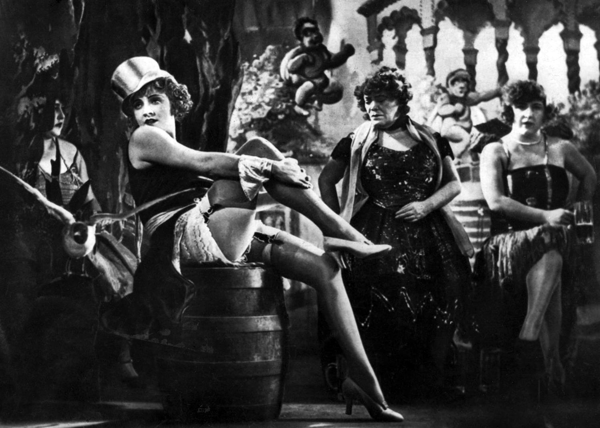
Marlene Dietrich, Hauptdarstellerin in Der blaue Engel.

Mit dem Wechsel vom Stumm- zum Tonfilm in den 1920er Jahren bis etwa 1936 erlebte die Filmwelt eine enorme Umstellung. Hatte sich bis dahin der Stummfilm zu einer formal hochstehenden Kunstrichtung entwickelt, musste der Tonfilm zuerst einen enormen künstlerischen Rückschritt erleben. Abgefilmte Sprechszenen ersetzten die erprobte Kombination aus ausdrucksbetonten Darstellern, visuellen Effekten, Dekor, Kameraführung und Montage, die anstelle des Textes den Inhalt und die Botschaft eines Films übermittelten, wodurch kaum noch Zwischentitel in den Filmen nötig waren. Zugleich bedeutete der Tonfilm eine massive Einschränkung des Absatzmarktes für deutsche Produktionen, die sich nun auf den deutschsprachigen Raum beschränken musste. Die Synchronisation war technisch noch nicht möglich und sollten Filme auch im fremdsprachigen Ausland gezeigt werden, mussten sie in der jeweiligen Sprache und mit dementsprechend veränderter Besetzung gleichzeitig mit der deutschen Version gefilmt werden – so genannte Versionenfilme. Dennoch konnte der frühe deutsche Tonfilm (1929 bis 1933) rasch an frühere Erfolge anknüpfen und diese teils sogar übertreffen. Werke wie Josef von Sternbergs „Der blaue Engel“ (1930), wie Phil Jutzis „Berlin – Alexanderplatz“ (1931) oder wie die Filmversion von Brechts „Dreigroschenoper“ von G. W. Pabst (1931) entstanden. Fritz Lang drehte weitere Meisterwerke, unter anderem „M“ (1931). Trotz – oder gerade wegen – der Weltwirtschaftskrise waren die Lichtspielhäuser damals gut besucht. 1932 gab es bereits 3800 Tonfilmkinos.

## 1933–1945: Film im Nationalsozialismus
Mit der Machtübernahme Hitlers und Errichtung der nationalsozialistischen Diktatur veränderte sich die Produktion: Über 1.500 Filmschaffende emigrierten – unter anderem Fritz Lang, Marlene Dietrich, Peter Lorre, Max Ophüls, Elisabeth Bergner, Friedrich Hollaender, Erich Pommer, später auch Detlef Sierck (Siehe dazu auch die Liste bekannter deutschsprachiger Emigranten und Exilanten (1933–1945)). Wegen der antisemitischen „Arisierungs“politik der Nationalsozialisten mussten jüdische Filmkünstler ihre Arbeit im Deutschen Reich aufgeben. Einige Künstler, beispielsweise Kurt Gerron, entkamen dem Regime nicht und wurden später in Konzentrationslagern ermordet.
Es wurden nur noch solche Filme genehmigt, die dem NS-Regime ungefährlich erschienen. In den späten 1930er und frühen 1940er Jahren entstanden dementsprechend vor allem Unterhaltungsfilme („Die Feuerzangenbowle“, 1944), Durchhalte- und Propagandafilme („Jud Süß“, 1940; Filme zum Thema Friedrich der Große, regelmäßig mit Otto Gebühr). Offensive NS-Propaganda – vgl. z. B. den Pseudodokumentarfilm „Der ewige Jude“ – wurde dabei zugunsten glamouröser und erstmals auch farbiger UFA-Zerstreuung an die Seite gedrängt: Vom meist tristen Alltag im totalitären Deutschland, später auch vom Schrecken des „totalen Krieges“ konnten sich die Zuschauer so ablenken. Nebenbei propagierten viele Unterhaltungsstreifen auch Werte wie Schicksalsergebenheit und das Führerprinzip. 1942 bis 1944, in der Hochphase der Luftangriffe, wurden in den etwa 7000 Kinos des Großdeutschen Reichs einschließlich Österreichs und später besetzter Gebiete jährliche Zuschauerzahlen von über einer Milliarde erreicht.

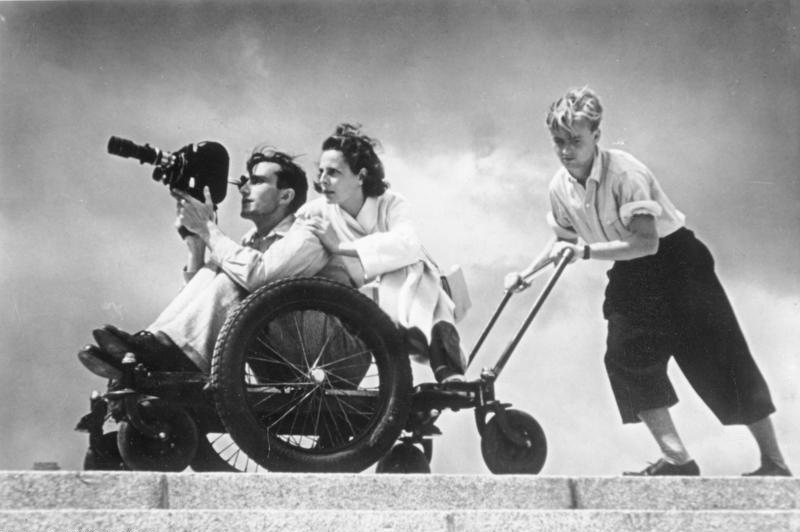
Leni Riefenstahl während der Dreharbeiten zu den Olympia-Filmen, 1936

Es gab aber durchaus Werke, welche nicht ganz dem NS-Menschenbild und der Ideologie der Machthaber entsprachen, siehe „Viktor und Viktoria“ (1933), „Der Maulkorb“ (1938) und die Filme von Helmut Käutner und Curt Goetz. Auch die „Soundtracks“ vieler Musikfilme waren beschwingter, als es die Vorstellung der Nationalsozialisten über völkische Folklore eigentlich erlaubte (vgl. Peter Kreuder und andere). Mutige Filmschaffende waren aber immer auch von Repression und Zensur bedroht. Meist war offizielle Zensur jedoch unnötig; so hatte die Filmindustrie sich schon 1933 in quasi vorauseilendem Gehorsam mit der Produktion des Propagandafilms „Hitlerjunge Quex“ dem NS-Regime angedient. 1934 wurde die Präventivzensur von Filmen bzw. Drehbüchern eingeführt, 1936 die Filmkritik endgültig verboten.
Das Gesetz zur Vorführung ausländischer Filmstreifen vom 23. Juni 1936 gab dem NS-Propagandaministerium die alleinige Entscheidungsbefugnis über die Vorführungszulassung. Deutsche Revue-, Musical- und Spielfilme mussten nach der Einführungsbeschränkung auch den Mangel an ausländischen, vor allem amerikanischen Filmen ausgleichen. Ab 1937 stand die Filmindustrie gänzlich unter staatlicher Kontrolle. Die Produktion von Unterhaltungsware wurde von der NS-Führung zu einem Staatsziel erklärt.
Die dem Kinofilm vom Regime zugemessene Wichtigkeit wurde auch durch die Aufrechterhaltung von aufwändigen Filmprojekten – z. B. Herstellung eines deutschen Langfilms in Farbe noch 1943 – und Großproduktionen praktisch bis zum Kriegsende deutlich (vgl. „Kolberg“). Technisch Innovatives und gleichzeitig politisch Fatales leistete Leni Riefenstahl mit ihren Reichsparteitags- und Olympia-Dokumentationen sowohl für den Dokumentar- als auch für den Sportfilm (1936–1938). Die Werke zeichneten sich durch die verführerische Massenästhetik des Totalitarismus aus.

## 1945–1990: Film in einem geteilten Land

### Nachkriegszeit und Besatzung
Nach dem Zweiten Weltkrieg änderten sich die ökonomischen Rahmenbedingungen der Filmproduktion, denn die Alliierten beschlagnahmten und kontrollierten das Vermögen der Dachgesellschaft UFA-Film. Sie verfügten im Rahmen der in den ersten Nachkriegsjahren verfolgten Politik der Dekartellierung der deutschen Wirtschaft, dass sie ihre Produktionstätigkeit einstellt. Um eine erneute ökonomische Konzentration in der Filmindustrie zu verhindern, erteilten sie in den folgenden Jahren Produktionslizenzen an eine Vielzahl von mittleren und kleinen Firmen. Im Rahmen des am 21. August 1949 in Kraft getretenen Besatzungsstatuts legten die Alliierten unter anderem fest, dass die Bundesrepublik keine Importbeschränkungen für ausländische Filme festsetzen darf, um ihre eigene Filmwirtschaft gegen Konkurrenz aus dem Ausland zu schützen. Diese Bestimmung geht auf eine intensive Lobbyarbeit der amerikanischen MPAA zurück. Denn die großen Hollywood-Studios gerieten in dieser Zeit durch das aufkommende Fernsehen selbst in Bedrängnis und waren auf Einnahmen aus dem Exportgeschäft dringend angewiesen. Diese besatzungsrechtlichen Regelungen wurde auch in den folgenden Jahren durch bilaterale Verträge zwischen den USA und der Bundesrepublik Deutschland fortgeschrieben.
Als Bestandteil der Reeducation bekamen viele Deutschen erstmals schockierende Filmbilder der NS-Konzentrationslager zu sehen. Andererseits waren jetzt auch ausländische Spielfilme wieder in Deutschland zugänglich. Besonders beliebt bei den Zuschauern waren Filme mit Charlie Chaplin und US-Melodramen. Dennoch war der Anteil amerikanischer Filme in der unmittelbaren Nachkriegszeit und den 50er Jahren noch vergleichsweise gering: Der Marktanteil der deutschen Filme lag in dieser Zeit bei 40 %, während die mit doppelt so viel Filmen in Verleih sich befindenden amerikanischen Filme nur auf einen Marktanteil von 30 % kamen. Dies änderte sich erst in den 1960er Jahren (vgl. Schneider: Film, Fernsehen & Co., S. 35, 42 und 44).
Die meisten deutschen Filme der unmittelbaren Nachkriegszeit werden als Trümmerfilme bezeichnet und beschäftigten sich mit dem Leben im weitgehend zerstörten Nachkriegsdeutschland und mit der Vergangenheitsbewältigung. Sie waren stark vom italienischen Neorealismus beeinflusst und häufig dokumentarisch orientiert. Der erste deutsche Nachkriegsfilm war Wolfgang Staudtes Film „Die Mörder sind unter uns“ aus dem Jahr 1946. Ein weiterer bekannter Trümmerfilm war „Liebe 47“ (1949, Regie: Wolfgang Liebeneiner) nach dem Drama „Draußen vor der Tür“ von Wolfgang Borchert. Der italienische Regisseur Roberto Rossellini drehte im Jahr 1946 im zerbombten Berlin den Film „Deutschland im Jahre Null“ an Originalschauplätzen und mit Laiendarstellern.

### Westdeutscher Film in den 1950er-Jahren

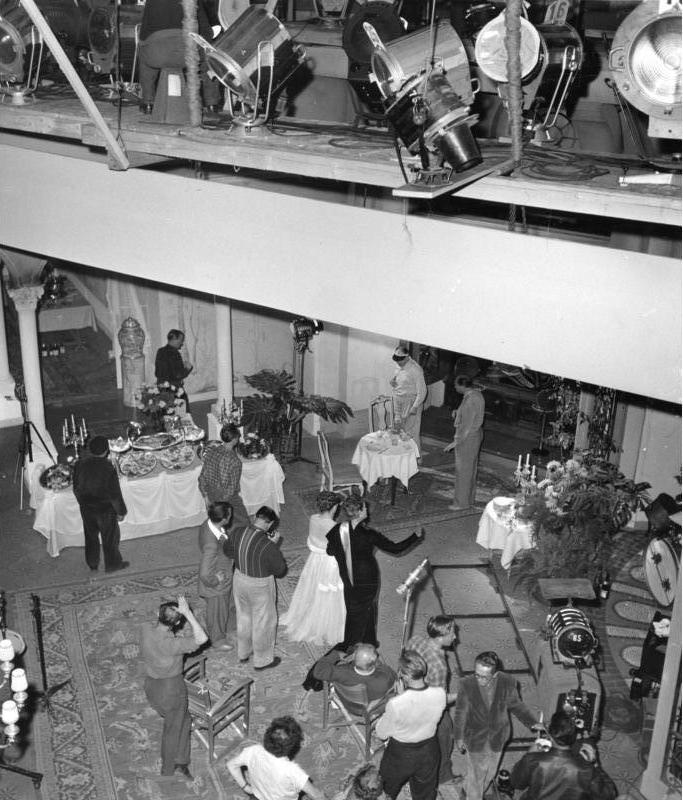
Aufnahmen zu der Filmkomödie Alles für Papa im Filmatelier Göttingen, 1953

Nach dem kurzen Intermezzo des „Trümmerfilms“ setzte man in den 1950er Jahren in Westdeutschland wieder vorwiegend auf Unterhaltung, besonders auf den Heimatfilm, den Schlagerfilm und auf Kriegsfilme. Weitere typische Genres der Zeit waren Operetten- und Arztfilme sowie Gesellschaftskomödien.
Der Erfolg deutscher Heimatfilme begann mit dem ersten deutschen Nachkriegsfarbfilm „Schwarzwaldmädel“ (1950), nach der gleichnamigen Operette von August Neidhart und Leon Jessel. Regie führte Hans Deppe. Sonja Ziemann und Rudolf Prack stellten das Traumpaar dieses Films dar. Weitere erfolgreiche Heimatfilme waren „Grün ist die Heide“ (1951), ebenfalls von Hans Deppe, „Wenn die Abendglocken läuten“ (1951) von Alfred Braun, „Am Brunnen vor dem Tore“ (1952) von Hans Wolff, „Der Förster vom Silberwald“ (1954) von Alfons Stummer, „Das Schweigen im Walde“ (1955) von Helmut Weiss und „Das Mädchen vom Moorhof“ (1958) von Gustav Ucicky. Insgesamt wurden in den 1950er Jahren mehr als 300 Filme dieses Genres gedreht. Für den Erfolg des Heimatfilms steht unter anderem die Filmverleiherin Ilse Kubaschewski, die als Grande Dame des deutschen Nachkriegsfilmes gilt. 1949 gegründete sie den Gloria Filmverleih. Verleihunternehmen waren kapitalstark und in den Nachkriegsjahren essentiell für die Finanzierung von Filmen. Ilse Kubaschewski stieg innerhalb weniger Jahre zu einer der bedeutendsten Persönlichkeiten im deutschen Filmgeschäft auf. „Grün ist die Heide“ war für sie der Durchbruch. Charakteristisch für Heimatfilme der 1950er Jahre waren eine melodramatische Handlung, die meistens eine Liebesgeschichte beinhaltete, sowie komische oder tragische Verwechslungen. Häufig gab es Musikeinlagen. Die Handlung spielte in abgelegenen, aber spektakulären und durch den Zweiten Weltkrieg unzerstörten Landschaften wie dem Schwarzwald, den Alpen oder der Lüneburger Heide. Es werden insbesondere konservative Werte wie Ehe und Familie betont. Frauen werden meistens nur als Hausfrau und Mutter positiv dargestellt. Die Obrigkeit darf nicht in Frage gestellt werden, und Heiraten waren nur innerhalb derselben sozialen Gruppe möglich.

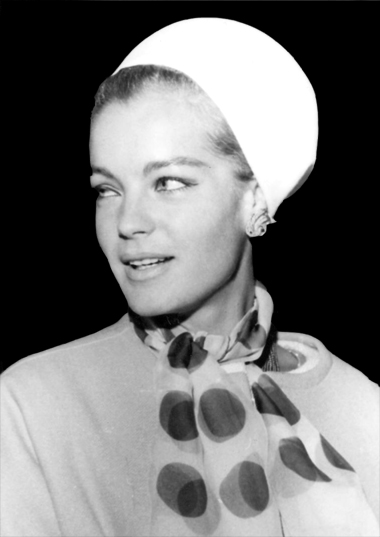
Romy Schneider (1965)

Viele Heimatfilme dieser Zeit waren Neuverfilmungen alter UFA-Produktionen, die nun allerdings weitgehend von der Blut-und-Boden-Schwere der Vorbilder aus der NS-Zeit befreit waren. Der Heimatfilm, von der seriösen Kritik lange ignoriert, wird seit einigen Jahren auch zwecks Analyse früher westdeutscher Befindlichkeiten ernsthaft untersucht.
Mit der Wiederbewaffnung Westdeutschlands 1955 setzte auch eine populäre Kriegsfilmwelle ein. Beispiele waren 08/15 (1954) von Paul May nach dem gleichnamigen Roman von Hans Hellmut Kirst, Canaris (1954) von Alfred Weidenmann und Der Arzt von Stalingrad (1958) von Géza von Radványi nach einem Roman von Heinz G. Konsalik. Die problematischen Streifen zeigten den deutschen Soldaten des Zweiten Weltkrieges als tapferen, unpolitischen Kämpfer, der eigentlich immer schon dagegen gewesen war. Ansonsten erschöpfte sich die Vergangenheitsbewältigung weitgehend in einigen Filmen zum militärischen Widerstand gegen Hitler. Hier wäre besonders der Film Der 20. Juli (1955) von Regisseur Falk Harnack zu nennen, der während der Zeit des Nationalsozialismus selbst als Widerstandskämpfer tätig war und der Gruppe der Weißen Rose zuzurechnen ist.
| Jahr | Filmbesuche in Mio. | Leinwände in BRD |
| ---- | ------------------- | ---------------- |
| 1946 | 300,0               | 2.125            |
| 1947 | 459,6               | 2.850            |
| 1948 | 443,0               | 2.975            |
| 1949 | 467,2               | 3.360            |
| 1950 | 487,4               | 3.962            |
| 1951 | 554,8               | 4.547            |
| 1952 | 614,5               | 4.853            |
| 1953 | 680,2               | 5.117            |
| 1954 | 733,6               | 5.640            |
| 1955 | 766,1               | 6.239            |
| 1956 | 817,5               | 6.438            |

Das dritte wichtige Genre im westdeutschen Kino der 1950er Jahre war der Schlagerfilm, wie etwa „Liebe, Tanz und 1000 Schlager“ (1954) von Paul Martin, „Peter schießt den Vogel ab“ (1959) von Géza von Radványi oder „Wenn die Conny mit dem Peter“ (1958) von Fritz Umgelter, letzterer eine biedere Antwort der deutschen Filmindustrie auf die amerikanische Jugendkultur und die dortigen Rock-’n’-Roll-Filme. In diesen Filmen war die Handlung wenig ausgearbeitet, sie diente nur als Rahmen für Gesangsauftritte. Meistens ging es um Liebe oder Klamauk. Schlagerfilme blieben in Westdeutschland noch bis in die 1970er Jahre erfolgreich.
Fernsehen (ab 1954) und verpasster Anschluss an neue Filmtrends führten zur Krise des westdeutschen Kinos, auch wenn es durchaus einzelne Qualitätsfilme wie etwa Bernhard Wickis „Die Brücke“ (1959) und kontroverse Produktionen wie „Die Sünderin“ (1951, mit Hildegard Knef) gab. Ungewöhnlich für die damalige Zeit war auch der Film „Mädchen in Uniform“ (1958) von Géza von Radványi mit Romy Schneider als Schülerin eines Internats, die sich in ihre Klassenlehrerin verliebt, allerdings ein Remake des gleichnamigen Films von 1931. Aus den Reihen der Heimatfilmdarsteller ging mit Romy Schneider ein späterer Weltstar hervor. Für den Oscar als bester fremdsprachiger Film war unter anderem Der Hauptmann von Köpenick (1956) von Helmut Käutner nominiert.
Von der internationalen Bedeutung her konnte sich die westdeutsche Filmindustrie nicht mehr mit der französischen, italienischen oder japanischen messen. Deutsche Filme wurden im Ausland als provinziell wahrgenommen und Verkäufe an andere Länder waren eher selten. Koproduktionen mit ausländischen Partnern, die in dieser Zeit etwa zwischen italienischen und französischen Firmen schon üblich waren, wurden von den deutschen Produzenten meistens abgelehnt.
In den 1950er Jahren erlebte das deutsche Kino trotz allem eine (Schein)blüte, auch als „Kinowunder“ bezeichnet. Sowohl die Zahl der gezeigten Produktionen als auch die Anzahl der Kinobesuche und der Leinwände stieg in der Zeit von 1946 bis 1956 rapide an. In diesem Jahr erreichten die bundesrepublikanischen Zuschauerzahlen mit 817 Millionen Kinobesuchern ihren Zenit.
Im Sommer 2016 unternahm das Deutsche Filminstitut in einer von Olaf Möller kuratierten Retrospektive unter dem Titel "Geliebt und verdrängt" auf dem Internationalen Filmfestival in Locarno eine Neubewertung des westdeutschen Films von 1949 bis 1963. Begleitend zur Retrospektive erschien im Verlag des Filmmuseum ein von dessen Leiterin, Claudia Dillmann, und Olaf Möller herausgegebener Band mit dem Titel: Geliebt und verdrängt. Das Kino der jungen Bundesrepublik Deutschland von 1949 bis 1963.

### Ostdeutscher Film

Logo der Deutschen Film AG (DEFA)

Der ostdeutsche Film konnte zunächst davon profitieren, dass die Infrastruktur der alten UFA-Filmstudios im nun sowjetisch besetzten Teil Deutschlands (Gebiet der späteren DDR) lag. Die Spielfilmproduktion kam daher schneller in Gang als in den Westsektoren.
Grundsätzlich verband die Filmschaffenden und die Kulturpolitiker der DDR, bei allen sonstigen Differenzen und Reibungspunkten, das antifaschistische Engagement und die Überzeugung, für das „bessere Deutschland“ zu arbeiten. Allerdings war dabei „vielen 'führenden' Antifaschisten zugleich auch der Stalinismus in Fleisch und Blut übergegangen.“ (Ralf Schenk)

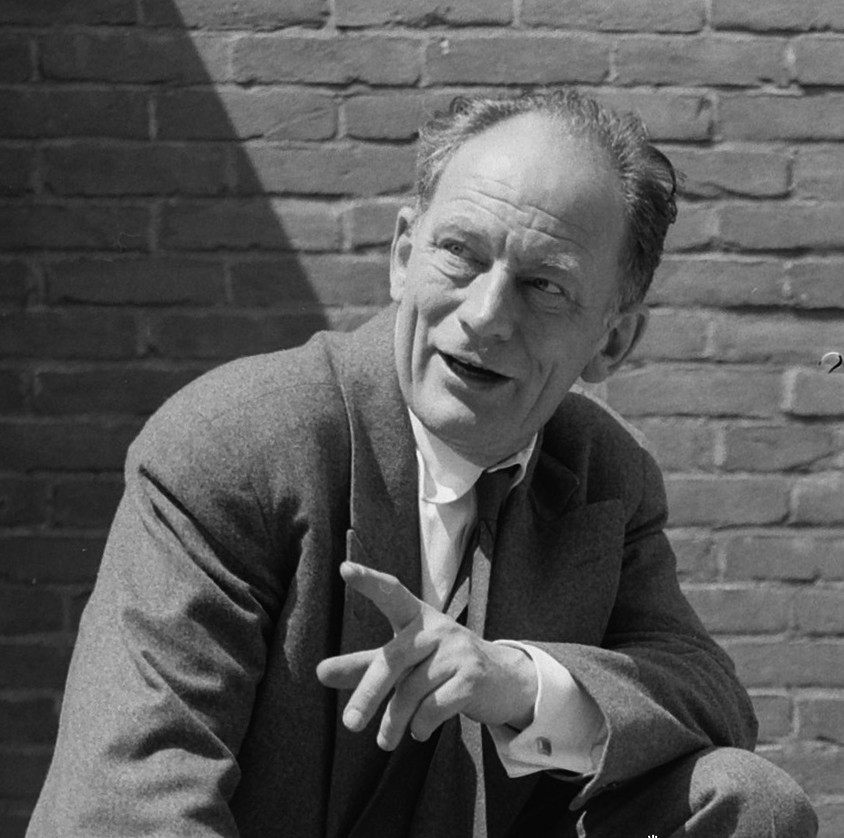
Wolfgang Staudte, 1955

In der DDR entstanden unter Regisseuren wie beispielsweise Wolfgang Staudte einige bemerkenswerte Filme (unter anderem „Der Untertan“ nach Heinrich Mann, 1951). Staudte ging später nach Westdeutschland.
Von der Produktion heroischer Personenkultfilme wie denen der „Ernst Thälmann“-Serie (ab 1954) nahm man später Abstand.
Weitere bekannte Filme des halbstaatlichen ostdeutschen DEFA-Monopolbetriebs waren etwa „Der geteilte Himmel“ (1964, nach Christa Wolfs gleichnamigem Roman), „Die Legende von Paul und Paula“ (1973), „Solo Sunny“ (1978), „Jakob der Lügner“ (1975, nach Jurek Becker). Produktionen, die sich kritisch mit dem DDR-Alltag beschäftigten, wurden von der Parteiführung mitunter aus dem Verleih genommen – vergleiche die „Spur der Steine“ von 1966. Dieses Werk gehörte zu jener fast kompletten DEFA-Jahresproduktion von Gegenwartsfilmen, die in einem rabiaten Kahlschlag nach dem 11. Plenum des ZK der SED im Dezember 1965 verboten wurde.
Bekannte ostdeutsche Regisseure waren beispielsweise Frank Beyer, Konrad Wolf und Egon Günther. Nach 1976 verließen auch zahlreiche bekannte Filmschauspieler die DDR, unter anderem Angelica Domröse, Eva-Maria Hagen, Katharina Thalbach, Hilmar Thate, Manfred Krug. Armin Mueller-Stahl konnte seine Karriere gar in Hollywood fortsetzen.
Da die DDR in den 1980er Jahren auch zahlreiche Filme aus dem Westen in ihr Verleihsystem nahm, reduzierte sich die Rolle der DEFA immer stärker.
Während ihres Bestehens produzierte die DEFA neben TV-Filmen und – teils sehr guten – Dokumentarfilmen (Volker Koepp, Barbara und Winfried Junge und andere) insgesamt ungefähr 750 abendfüllende Spielfilme fürs Kino. Ähnlich wie andere Filmnationen Osteuropas – hier ist z. B. die Tschechoslowakei zu nennen – hatte das Kino der DDR auch besondere Stärken beim Kinderfilm. Der Jugendfilm Sieben Sommersprossen (1978), Regie Herrmann Zschoche, war mit 1,2 Millionen Zuschauern eine der erfolgreichsten DEFA-Produktionen überhaupt.

### Die Kinokrise und die „Altbranche“
Am Ende der 1950er Jahre wuchs die Unzufriedenheit mit der bundesdeutschen Filmproduktion. Bundesinnenminister Gerhard Schröder (CDU) kritisierte 1958 bei der Verleihung des Deutschen Filmpreises die „Misere des deutschen Filmschaffens“ und befand: „Unsere Hoffnungen wurden leider enttäuscht“. Das Feuilleton übte immer heftiger Kritik. 1961 erschienen zwei intensiv diskutierte und folgenreiche Beiträge, die ein vernichtendes Urteil über das deutsche Filmschaffen fällten: Der deutsche Film kann gar nicht besser sein von Joe Hembus und Kunst oder Kasse von Walther Schmieding. Im Zuge der Verbreitung von Fernsehgeräten in privaten Haushalten stagnierten die jahrelang angestiegenen Filmbesucherzahlen nun und wurden dann rückläufig. Besonders in den 1960er Jahren ging der Kinobesuch rapide zurück. Wurden im Jahr 1959 noch 670,8 Mio. Besucher gezählt, waren es im Jahr 1969 nur noch 172,2 Mio. Zahlreiche Kinos mussten in dieser Zeit schließen, man sprach vom „Kinosterben“. Als Reaktion drosselten die deutschen Hersteller den Ausstoß von Filmen. Wurden im Jahr 1955 noch 123 deutsche Filme produziert, so waren es im Jahr 1965 nur 56.
| Jahr | Filmbesuche in Mio. | Leinwände in BRD |
| ---- | ------------------- | ---------------- |
| 1957 | 801,0               | 6577             |
| 1958 | 749,7               | 6789             |
| 1959 | 670,8               | 7085             |
| 1960 | 604,8               | 6950             |
| 1961 | 516,9               | 6666             |
| 1962 | 442,9               | 6327             |
| 1963 | 366,0               | 5964             |
| 1964 | 320,4               | 5551             |
| 1965 | 294,0               | 5209             |
| 1966 | 257,1               | 4784             |
| 1967 | 215,6               | 4518             |
| 1968 | 179,1               | 4060             |
| 1969 | 172,2               | 3739             |

Als Folge dieses rapiden Besucherrückgangs gingen eine Reihe von Produktions- und Verleihfirmen bankrott, weil deren Produkte nun nicht mehr die Herstellungskosten erwirtschafteten und deshalb die Banken schließlich weitere Kredite und Bürgschaften verweigerten. Der spektakulärste Fall war die Pleite der UFA AG im Jahr 1962. Die damals größte Produktionsgesellschaft Westdeutschlands ging 1964 an den Bertelsmann-Konzern über. Den österreichischen Film, inhaltlich, personell und wirtschaftlich eng mit dem deutschen Film verbunden, ereilte dasselbe Schicksal. Nach dem Untergang der Epoche des Unterhaltungsfilms und mit dem Aufrücken jüngerer Generationen begann der österreichische und deutsche Film ab den 60er Jahren zumindest inhaltlich zunehmend eigene Wege zu beschreiten.
Die Kinokrise hatte aber tiefer gehende Ursachen. Infolge des Wirtschaftswunders kam es zu einer deutlichen Steigerung des Durchschnittseinkommens der Bevölkerung. Damit nahmen auch die Möglichkeiten der Freizeitgestaltung zu und sie fokussierten sich nicht mehr auf den Kinobesuch. Zugleich wurde das Fernsehen zu einem Massenmedium: Während im Jahr 1953 nur 10.000 Fernsehempfänger registriert waren, stieg ihre Anzahl im Jahr 1962 auf 7 Mio. (vgl. Schneider: Film, Fernsehen & Co., S. 49 und Hoffmann: Am Ende Video – Video am Ende?, S. 69f).
Die meisten in den 1960er Jahren gedrehten bundesdeutschen Filme waren Genrewerke (Western-, Agenten-, Sexfilme). Es entstanden auch Filmreihen nach Autoren wie Karl May (Winnetou) und Edgar Wallace, später die sogenannten „Lümmelfilme“ über Schülerstreiche sowie die Reihe der Verfilmungen nach Johannes Mario Simmel. Die zentrale Produzentenpersönlichkeit hinter den Wallace- und Winnetou-Filmen war Horst Wendlandt.
Der erste bundesdeutsche Edgar-Wallace-Film war „Der Frosch mit der Maske“ (1958) von Harald Reinl. Später folgten unter anderem „Die Bande des Schreckens“ (1960) und „Der unheimliche Mönch“ (1965), bei dem Harald Reinl ebenfalls Regie führte, sowie „Der Zinker“ (1963), „Der Hexer“ (1964) und „Der Mönch mit der Peitsche“ (1967). Bei den letzten drei Filmen führte Alfred Vohrer Regie, der als klassischer Wallace-Regisseur gilt. In den insgesamt über 30 Filmen traten immer dieselben Schauspieler auf, die ganz bestimmte, klischeehaft überzeichnete Charaktere darstellten: die verführerische Karin Dor, der zwielichtige Klaus Kinski, die braven Kommissare Heinz Drache und Joachim Fuchsberger, der schrullige Eddi Arent, die undurchsichtige Elisabeth Flickenschildt etc.
Die Figuren entwickeln sich in den Filmen nicht weiter, Gut und Böse stehen sich unverrückbar gegenüber. Spannung wird (im Gegensatz zum Thriller) vor allem durch äußere Settings wie Nebelschwaden, Verliese, unheimliche Gänge, alte Herrenhäuser oder Käuzchenrufe hergestellt. Die Filme enthalten meistens auch eine gute Prise Humor sowie eine Liebesgeschichte.

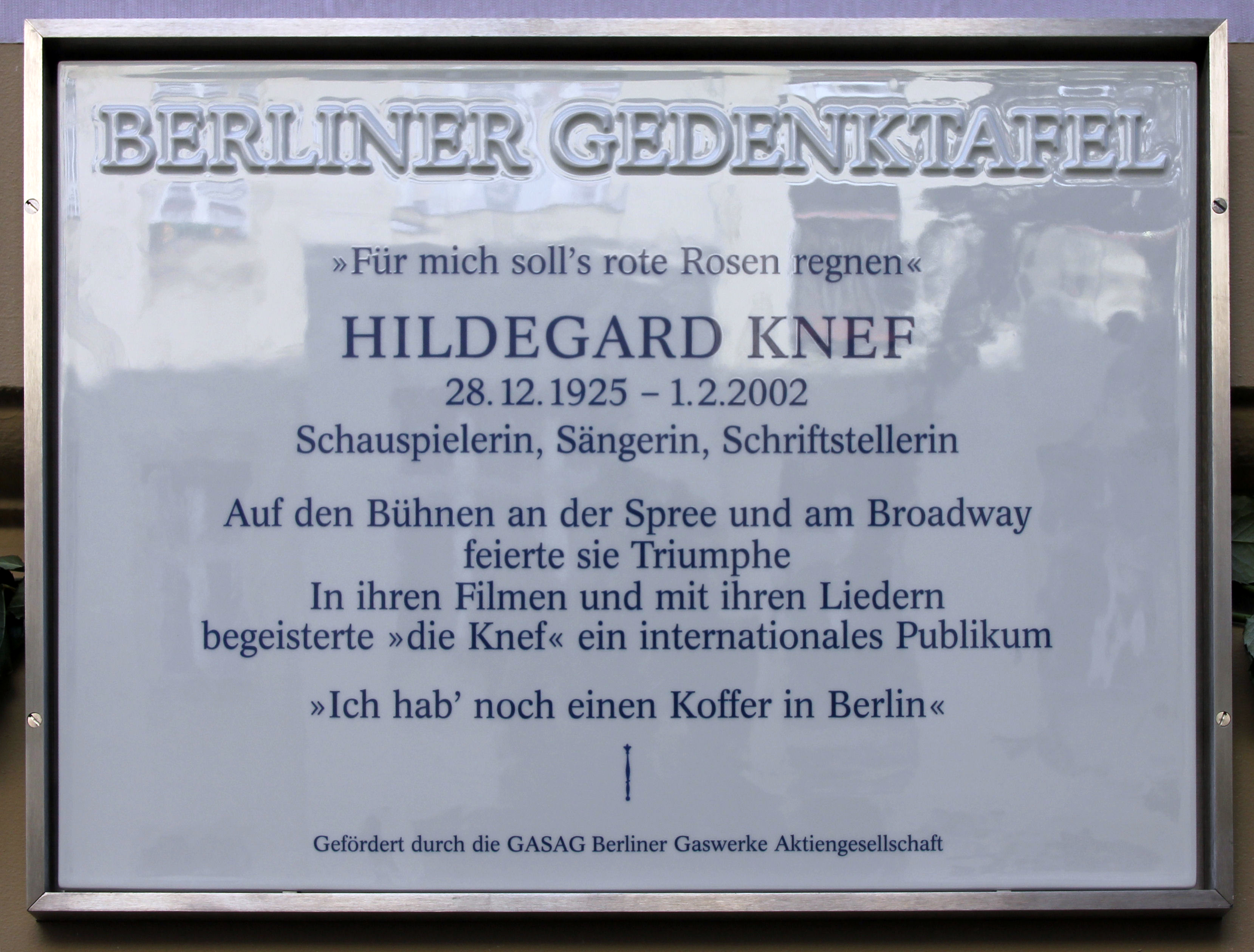
Gedenktafel für Hildegard Knef

Während die Wallace-Filme überwiegend heimische Schauspieler zeigten, schmückten sich die Karl-May-Filme mit ausländischen Hauptdarstellern. Beispiele für die Karl-May-Filme sind: „Der Schatz im Silbersee“ (1961), „Winnetou“ (1963), „Winnetou II“ (1964), „Winnetou III“ (1965); bei allen führte Harald Reinl Regie. Karl-May-Filme von Alfred Vohrer sind „Unter Geiern“ (1964) und „Old Surehand“ (1965) jeweils mit dem Engländer Stewart Granger als Old Surehand. Den edlen Uramerikaner des westdeutschen Kinos gab der Franzose Pierre Brice, Old Shatterhand wurde von dem Amerikaner Lex Barker dargestellt. In den DEFA-Indianerfilmen der DDR spielte vor allem der Jugoslawe Gojko Mitić die Hauptrollen.
Die Filme waren standardisiert und billig zu produzieren. Dennoch dominierten sie nicht mehr die bundesdeutschen Kinos. Denn einheimische Unterhaltungsfilme, die in den 1950er Jahren noch sehr erfolgreich waren, wurden nun von vielen Kinogängern gemieden, die jetzt eher amerikanische Filme bevorzugten. Inzwischen hatte sich das Publikum so sehr an die technisch und inhaltlich aufwendigen Hollywoodproduktionen gewöhnt, dass Filme aus anderen Ländern meistens nur noch eine Chance hatten, wenn sie etwas zeigten, was den Hollywoodfilmen aufgrund der damals noch sehr strikten amerikanischen Zensurbestimmungen unmöglich war. Das heißt, diese Filme mussten entweder gewalttätiger oder sexueller sein als die üblichen Hollywoodfilme (vgl. Ungureit: Das Film-Fernseh-Abkommen, S. 87).
Als Beispiel für Filme, die in der damaligen Zeit als sehr gewalttätig galten, können einige Italowestern genannt werden. Sie waren häufig Koproduktionen, mit einer Beteiligung auch von deutschen Firmen. So wurde beispielsweise der Westernklassiker „Für ein paar Dollar mehr“ (1965) mit Beteiligung der deutschen Constantin Film gedreht und es spielte in ihm auch der Schauspieler Klaus Kinski mit.
In dieser Zeit entstanden auch Aufklärungsfilme von Oswalt Kolle und die zahlreichen Sexfilme der Report-Serien, beispielsweise der „Schulmädchen-Report: Was Eltern nicht für möglich halten“ (1970). Die Filme waren zwar ökonomisch wieder erfolgreich, wurden jedoch von der Filmkritik eher abgelehnt. Zu dieser Zeit befand sich das Ansehen der traditionellen deutschen Filmproduzenten („Altbranche“) auf seinem Tiefpunkt.

### Der Neue Deutsche Film
Der gesellschaftskritische „Neue Deutsche Film“ versuchte, sich von „Papas Kino“ – also dem Serienkino der 1950er und 1960er Jahre – abzuheben. Als dessen Geburtsstunde gilt das 1962 veröffentlichte Oberhausener Manifest, in dem eine Gruppe junger Filmemacher den Anspruch erhob, von nun an ein radikal neues Kino zu machen. In dem Manifest heißt es: „Der Zusammenbruch des konventionellen deutschen Films entzieht einer von uns abgelehnten Geisteshaltung endlich den wirtschaftlichen Boden. Dadurch hat der neue Film die Chance, lebendig zu werden. […] Wir erklären unseren Anspruch, den neuen deutschen Spielfilm zu schaffen. Dieser neue Film braucht neue Freiheiten. Freiheit von den branchenüblichen Konventionen. Freiheit von der Beeinflussung durch kommerzielle Partner. Freiheit von der Bevormundung durch kommerzielle Interessengruppen. Wir haben von der Produktion des neuen deutschen Films konkrete geistige, formale und wirtschaftliche Vorstellungen. Wir sind gemeinsam bereit, wirtschaftliche Risiken zu tragen. Der alte Film ist tot. Wir glauben an den neuen.“ Das Manifest wurde unter anderem von Haro Senft, Alexander Kluge, Edgar Reitz, Peter Schamoni und Franz Josef Spieker unterzeichnet. Als zweite Generation stießen später noch Volker Schlöndorff, Werner Herzog, Jean-Marie Straub, Wim Wenders und Rainer Werner Fassbinder zu dieser Gruppe.

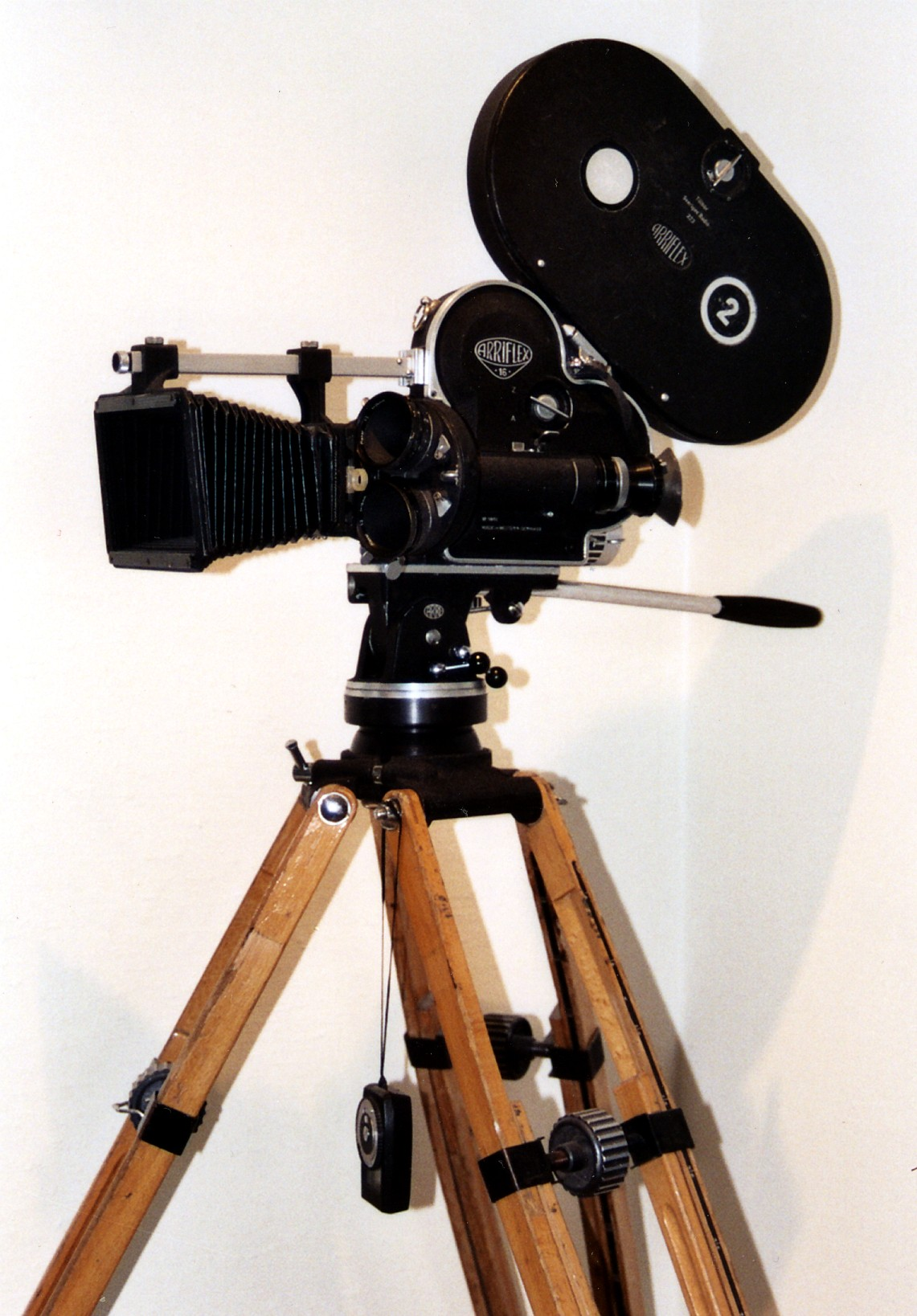
ARRIFLEX 16 Kamera von 1972

Die Mitglieder der Gruppe verstanden sich als Autorenfilmer und hatten den Anspruch, alle künstlerischen Tätigkeiten einer Filmproduktion wie Regie, Kameraarbeit und Schnitt zu kontrollieren. Ein Film wurde vor allem als ein individuelles Kunstwerk des jeweiligen Regisseurs verstanden. Insbesondere kommerziell motivierte Eingriffe der Produzenten oder Produktionsfirmen wurden vehement abgelehnt. Die „ästhetische Linke“ (Enno Patalas) des neuen Films kann sogar als eine Art Vorläufer und Anregerin der Studentenbewegung der 1960er Jahre gelten. Im Jahr 1965 wurde das Kuratorium Junger Deutscher Film zur direkten Förderung neuer Talente gegründet. Einflüsse waren der italienische Neorealismus, die französische Neue Welle und das britische Free Cinema. Eklektisch wurden auch Traditionen des Hollywood-Kinos mit seinen wohletablierten Genres aufgegriffen und zitiert.
Die jungen deutschen Regisseure hatten kaum Chancen, in der kommerziellen deutschen Filmproduktion zu arbeiten. Stattdessen bot sich das Fernsehen als Partner an. Insbesondere Sendeplätze wie „Das kleine Fernsehspiel“ oder „Tatort“ boten auch Nachwuchstalenten Möglichkeiten zur Erprobung ihres Könnens. Allerdings verlangten die Sender früher eine Fernsehpremiere des von ihnen vollständig oder zum großen Teil finanzierten Films: So wurde Schlöndorffs Film „Der plötzliche Reichtum der armen Leute von Kombach“ im Jahr 1971 zuerst im Fernsehen ausgestrahlt, bevor er in die Kinos kam.
Diese Situation änderte sich mit dem 1974 zwischen der ARD, dem ZDF und der Filmförderungsanstalt geschlossenen Film-Fernseh-Abkommen. Es erweiterte insbesondere die materiellen Möglichkeiten für den Neuen Deutschen Film erheblich. Dieses Abkommen, das bis heute immer wieder verlängert wurde, sieht vor, dass die Fernsehanstalten pro Jahr eine bestimmte Geldsumme zur Verfügung stellen, mit der Filme gefördert werden, die sowohl zum Kinoabspiel als auch zur Fernsehausstrahlung geeignet sind. Das Gesamtvolumen der Zahlungen der öffentlich-rechtlichen Rundfunkanstalten schwankt zwischen 4,5 und 12,94 Mio. Euro pro Jahr. Das Film-Fernseh-Abkommen legt fest, dass die Kinoauswertung 24 Monate betragen sollte und die Filme erst danach auch im Fernsehen gezeigt werden dürfen. Die Video- bzw. DVD-Auswertung darf erst 6 Monate nach der Kinopremiere erfolgen. Durch diese Bestimmungen bekamen deutsche Spielfilme insbesondere des Neuen Deutschen Films die Chance, auch an der Kinokasse erfolgreich zu sein, bevor sie im Fernsehen ausgestrahlt wurden (vgl. Blaney: Symbiosis or Confrontation?, S. 204f).
Mit der neuen Bewegung gewann der deutsche Film erstmals seit den 1920er und frühen 1930er Jahren wieder etwas internationale Bedeutung. In erster Linie in Kritikerkreisen und weniger beim Publikumszuspruch. Die folgenden Werke werden besonders häufig als typisch für den Neuen Deutschen Film betrachtet: „Abschied von gestern“ (1966) gilt als der künstlerische Durchbruch der neuen Generation. Er erhielt auf internationalen Festivals zahlreiche Preise und erzählt die Geschichte der Anita G., einer deutschen Jüdin, geboren 1937, die in der Zeit des Nationalsozialismus vom Schulbesuch ausgeschlossen wurde, sich auch in der DDR nicht zurechtfand und 1957 in den Westen kommt. Der Film „Es“ (1966) von Ulrich Schamoni behandelt das Thema Abtreibung und die Beziehungskrise eines jungen Paares. Er griff damalige Tabuthemen auf. „Zur Sache, Schätzchen“ (1968) von May Spils ist eine unterhaltsame Komödie über mehrere Jugendliche aus Schwabing. Er erlangte Kultstatus, weil er sich als einer der ersten Filme mit dem Lebensgefühl junger Menschen zur Zeit der 68er-Bewegung auseinandersetzte.
„Jagdszenen aus Niederbayern“ (1969) von Peter Fleischmann ist ein „progressiver Heimatfilm“. Er beschreibt die Diskriminierung eines Homosexuellen in einem fiktiven bayrischen Dorf. Der Film Nicht der Homosexuelle ist pervers, sondern die Situation, in der er lebt (1971) von Rosa von Praunheim war der Auslöser für die moderne Lesben- und Schwulenbewegung in Deutschland und löste viele Kontroversen aus. In dem Film „Die verlorene Ehre der Katharina Blum“ (1975) wird die Terrorismus-Hysterie der 1970er-Jahre und die Rolle der Massenmedien thematisiert. Der Film gewann zahlreiche Preise und war auch kommerziell erfolgreich. Weitere wichtige Filme waren „Die Angst des Tormanns beim Elfmeter“ (1972) und „Paris, Texas“ (1984), beide von Wim Wenders und „Aguirre, der Zorn Gottes“ (1972) von Werner Herzog. Dieser Film beschäftigt sich mit der Suche der Spanier nach dem sagenhaften Eldorado. Klaus Kinski spielte die Hauptrolle, den größenwahnsinnigen Konquistador Don Lope de Aguirre.
Rainer Werner Fassbinder gilt als der wichtigste deutsche Autorenfilmer der 1970er Jahre. Er war stark vom Theater geprägt, für das er selbst einige Stücke geschrieben hat. Fassbinder schilderte häufig unglückliche Liebesbeziehungen, die an den repressiven und vorurteilsbehafteten Verhältnissen scheitern. Er betrieb mit dem Engagement von Stars der deutschen Kinotradition auch eine Versöhnung von neuem und altem deutschen Film. Seine bedeutendsten Filme waren „Händler der vier Jahreszeiten“, 1971 gleichzeitig im Kino und Fernsehen gezeigt, „Angst essen Seele auf“ (1974) und „Die Ehe der Maria Braun“ (1979). Im Jahr 1977 produzierte er zusammen mit anderen Regisseuren die Film-Collage Deutschland im Herbst.
Literarische Vorlagen des neuen deutschen Films lieferten vielfach die Werke Heinrich Bölls und Günter Grass’ (vgl. etwa Die verlorene Ehre der Katharina Blum und Die Blechtrommel aus dem Jahr 1979). In Zusammenhang mit dem neuen deutschen Film entwickelte sich ebenfalls der feministische Film, vertreten beispielsweise von den Regisseurinnen Helma Sanders-Brahms, Helke Sander und Margarethe von Trotta.
Eine künstlerisch, teilweise auch politisch engagierte, jedoch dem Massenpublikum eher unbekannte Underground- oder Avantgardefilmszene entwickelte sich ebenfalls im Lande. Hier seien nur die früh in Deutschland drehenden Straub und Huillet (aus Frankreich), später Werner Nekes, Heinz Emigholz und Harun Farocki genannt.

### Großproduktionen
Nachdem der neue (west-)deutsche Film manche seiner Ziele durchsetzen konnte (Etablierung der staatlichen Filmförderung, Oscar 1980 für Die Blechtrommel und andere) zeigte er gegen Ende der 1970er bzw. am Anfang der 1980er Jahre Ermüdungserscheinungen, wenn auch Protagonisten wie Werner Herzog, Werner Schroeter, Volker Schlöndorff, Edgar Reitz oder Wim Wenders weiterhin erfolgreich produzierten.
Insbesondere der Deutsche Herbst im Jahr 1977 bewirkte ein Ende der gesellschaftlichen Aufbruchstimmung, die vorher die 1970er Jahre prägte. Auch viele Regisseure des neuen deutschen Films hatten den Anspruch, in ihren Filmen die gesellschaftliche Wirklichkeit abzubilden und kritisch zu hinterfragen. Sie gerieten damit wie andere Linksintellektuelle pauschal unter Terrorismusverdacht. Diese gesellschaftliche Entwicklung führte auch dazu, dass die Vergabegremien und Fernsehanstalten kaum noch außergewöhnliche bzw. inhaltlich oder ästhetisch radikale Projekte bewilligten. Als von allen akzeptierbarer Kompromiss dominierten in dieser Zeit Literaturverfilmungen, die etwas abfällig als „Studienratskino“ bezeichnet werden. Beispiele hierfür sind etwa die Filme wie Grete Minde (1980) von Heidi Genée nach Theodor Fontane, Mädchenkrieg (1977) von Bernhard Sinkel / Alf Brustellin nach Manfred Bieler, Heinrich (1977) von Helma Sanders-Brahms nach Briefen von Heinrich von Kleist und Belcanto (1977) von Robert van Ackeren, nach Heinrich Mann.

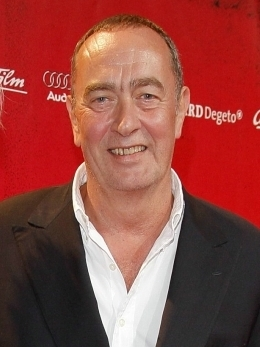
Bernd Eichinger (2008)

Eine neue Generation von Produzenten und Regisseuren versuchte in den 1980er Jahren aus dieser Konstellation auszubrechen und Kinofilme auf eine andere Art und Weise zu produzieren. Insbesondere in den Münchner Bavariastudios entstanden Großproduktionen wie „Das Boot“, „Die unendliche Geschichte“ oder „Der Name der Rose“. Solche Produktionen wurden oft in Englisch gedreht und auf internationale Verkaufbarkeit zugeschnitten. Dies zeigte sich beispielsweise in der Auswahl der Schauspieler und der Regisseure. Diese Filme waren häufig Koproduktionen mit Gesellschaften im europäischen Ausland. Als Produzent dieser Art von Filmen tat sich v. a. Bernd Eichinger hervor.
Beispiele für solche Großprojekte in den 1980er Jahren sind Berlin Alexanderplatz, (1980, Serie, Regie: Rainer Werner Fassbinder), Das Boot, (1981, Kinofilm und Serie, Regie: Wolfgang Petersen), Fitzcarraldo (1982, Regie: Werner Herzog), Die unendliche Geschichte (1984, Regie: Wolfgang Petersen), Momo (1985, Regie: Johannes Schaaf) und Der Name der Rose (1986, Regie: Jean-Jacques Annaud).
Einen Wendepunkt für den deutschen Autorenfilm bewirkte Herbert Achternbuschs Werk Das Gespenst aus dem Jahr 1982. Dieser Film war aufgrund einer vom Bundesinnenministerium in Höhe von 300.000 DM zugesagten Prämie produziert worden. Nach Protesten strich der neue Bundesinnenminister Friedrich Zimmermann die noch ausstehende Summe von 75.000 DM. Zimmermann setzte danach wesentliche Änderungen für die Vergabe der Bundesfilmpreise durch. Unter anderem sollte das Preisgeld für das nächste Projekt nur noch 30 % der gesamten Produktionskosten ausmachen. In der Bundestagssitzung vom 24. Oktober 1983 erklärte Zimmermann, er werde keine Filme finanzieren, die außer dem Produzenten niemand sehen wolle. Für den deutschen Autorenfilm hatte diese Maßnahme schwerwiegende Folgen, da künftig kaum ein Filmemacher in der Lage war, die restlichen 70 % einer Produktion vorzufinanzieren oder gar einzuspielen.
| Jahr | Filmbesuche in Mio. | Leinwände in BRD |
| ---- | ------------------- | ---------------- |
| 1970 | 160,1               | 3446             |
| 1971 | 152,1               | 3412             |
| 1972 | 149,8               | 3244             |
| 1973 | 144,3               | 3172             |
| 1974 | 136,2               | 3218             |
| 1975 | 128,1               | 3163             |
| 1976 | 115,1               | 3263             |
| 1977 | 124,2               | 3142             |
| 1978 | 135,5               | 3153             |
| 1979 | 142,0               | 3251             |
| 1980 | 143,8               | 3422             |
| 1981 | 141,3               | 3560             |
| 1982 | 124,5               | 3613             |
| 1983 | 125,3               | 3669             |
| 1984 | 112,3               | 3611             |
| 1985 | 104,2               | 3418             |
| 1986 | 105,2               | 3262             |
| 1987 | 108,1               | 3252             |
| 1988 | 108,9               | 3246             |
| 1989 | 101,6               | 3216             |

Es wurde versucht, andere Finanzierungsquellen für Filme zu finden, um damit vom Einfluss des Fernsehens und der Fördergremien unabhängiger zu werden. Die wichtigsten Finanzierungsquellen waren der (möglichst) weltweite Vorabverkauf der Kino-, Fernseh- und Videorechte. Gremien und Fernsehsender haben auch zu diesen Filmen Gelder beigesteuert, allerdings waren ihr Anteil geringer, als es in den 1970er Jahren üblich war. Ein Beispiel hierfür ist die Finanzierung des Films „Das Boot“. Die Anteile der Gelder von öffentlich-rechtlichen Institutionen macht hier zusammen nur 23 % der Gesamtkosten aus.
Weitere Kassenschlager in den 1980er Jahren waren die Otto-Filme (ab 1985) und das Roadmovie „Theo gegen den Rest der Welt“ (1980). Der kontrovers diskutierte Film „Christiane F. – Wir Kinder vom Bahnhof Zoo“ (1981) spielt im Milieu der minderjährigen Heroin-Abhängigen, die ihre Sucht durch Prostitution finanzieren.
Der Weg in Richtung auf eine Kommerzialisierung und Internationalisierung des bundesdeutschen Films wurde dadurch geebnet, dass der neue deutsche Film schon in den 1970er Jahren auch international – zumindest künstlerisch – erfolgreich war. Insbesondere der Film „Das Boot“, aber auch einige andere dieser Großfilme waren ökonomisch durchaus erfolgreich. Allerdings konnten sie die bundesdeutsche Kinolandschaft nicht grundsätzlich umgestalten. Die letzten dieser Großfilme „Die Katze“ (1988, Regie Dominik Graf) und „Die Sieger“ (1994, Regie: Dominik Graf), waren kommerzielle Misserfolge.
Die Ursachen für das Scheitern dieser Strategie sind vielfältig und unter anderem darin zu sehen, dass diese Filme letztendlich doch nicht mit den immer aufwendigeren Hollywoodproduktionen mithalten konnten. Deshalb konnten sie die Präferenzen des an amerikanische Großproduktionen gewöhnten Publikums auch nicht dauerhaft verändern.
In den 1980er Jahren gingen die Besucherzahlen abermals deutlich zurück und zahlreiche Kinos mussten schließen. Es kam zu einer Umstrukturierung der Medienlandschaft, die die Stellung des Kinos zunächst weiter schwächte. Denn das Filmangebot wurde für die Bevölkerung durch die jetzt gegründeten privaten Fernsehsender und das damals neue Medium Video erheblich erweitert. In der Folge teilten viele Kinobesitzer ihre großen Säle in mehrere kleine Kinos auf. Diese wurden als Schachtelkinos bezeichnet. Das hatte den Vorteil, dass mehrere Filme auf einmal gezeigt und so auch mehr Zuschauer angelockt werden konnten.
1984 waren im Rahmen des Ludwigshafener Kabelpilotprojektes erstmals private Sender, also damals RTL+ und Sat.1, in der BRD zu empfangen. In den ersten Jahren ihres Bestehens machten Spielfilme einen großen Anteil ihres Programms aus, sie wurden insbesondere zur Hauptsendezeit ausgestrahlt. Um Zuschauerverlusten vorzubeugen, zeigten zu Beginn der 1980er Jahre auch die öffentlich-rechtlichen Fernsehanstalten ARD und ZDF deutlich mehr Spielfilme als vorher. Ab 1985 reduzierten sie ihre Ausstrahlung von Spielfilmen aufgrund des massiven Drucks von Privatsendern, Kinobesitzern und konservativen Politikern wieder (vgl. Karstens / Schütte 1999).
In den 1980er Jahren wurde auch der Videorecorder zu einem Massenkonsumgut. Die Konsumenten waren nicht mehr auf das starre Programmraster von Fernsehen und Kino angewiesen. Zudem standen ihnen als Kauf- oder Leihvideos viel mehr Filme zur Verfügung, als aktuell im Kino bzw. Fernsehen ausgestrahlt wurden. Jetzt waren auf einmal auch Genres verfügbar, wie Splatter- oder Pornofilm, die in der BRD bisher nicht oder nur selten zu sehen waren (vgl. Zielinski 1994). Die darauffolgende politische Debatte über Gewalt in den Medien führte zu verschärftem Jugendschutz in Videotheken und Fernsehen. Dennoch verließ insbesondere der Pornofilm seine Nischenexistenz. Über 20 Prozent aller Deutschen, darunter vor allem Männer bis zum 30. Lebensjahr, konsumieren regelmäßig Werke dieses Genres.

## 1990–2019: Anfänge des gesamtdeutschen Films

### Aufbruch und Stagnation zugleich
| Jahr | Filmbesuche in Mio. | Leinwände |
| ---- | ------------------- | --------- |
| 1990 | 102,5               | 3756      |
| 1991 | 119,9               | 3686      |
| 1992 | 105,9               | 3630      |
| 1993 | 130,5               | 3709      |
| 1994 | 132,8               | 3763      |
| 1995 | 124,5               | 3814      |
| 1996 | 132,8               | 4035      |
| 1997 | 143,1               | 4128      |
| 1998 | 147,9               | 4244      |
| 1999 | 149,0               | 4428      |

In den 1990er Jahren nahm erstmals seit langem der Kinobesuch in Deutschland wieder zu. Die Statistik wurde durch das neue Zuschauerpotential auf dem Territorium der ehemaligen DDR begünstigt. Hinzu kam ein Boom durch zahlreiche, neueröffnete Multiplex-Kinos, die im Unterschied zu den Schachtelkinos der 1980er Jahre großen Wert auf breite Leinwände und mittels Raumklangverfahren auf hohe Tonqualität gelegt haben. Während die amerikanischen Filme in den 1990er Jahren immer aufwendiger hergestellt wurden und sie dementsprechende Schauwerte zu bieten hatten, kam es bei den bundesdeutschen Filmen nicht zu einer vergleichbaren Entwicklung. Deshalb blieb der Erfolg der deutschen Filme an der Kinokasse alles in allem begrenzt. Die überwiegende Mehrheit der Zuschauer bevorzugte US-amerikanische Spielfilme. Im Fernsehprogramm wurden deutlich weniger Spielfilme ausgestrahlt, als noch in den 1980er Jahren. Die öffentlich-rechtlichen Sender hatten wegen des faktischen Filmhandelsmonopols von Leo Kirch kaum noch Zugang zu attraktiven amerikanischen Spielfilmen. Die Privatsender investierten im Rahmen des Film-Fernseh-Abkommens für Filmproduktionen mehr in eigenproduzierte Formate. Zahlreiche neue Talente nutzen die „Privaten“ als Sprungbrett zum Film. Die sich neu etablierenden privaten Musiksender verhalfen der Produktion von deutschen Musikvideos zu einem Aufschwung.
Am Beginn der 1990er Jahre kam es zu einem Boom deutscher Beziehungskomödien. Ein Vorläufer dieser Welle war der Film „Männer“ (1985, Regie: Doris Dörrie). Filme wie beispielsweise „Allein unter Frauen“ (1991), „Abgeschminkt!“ (1993, Regie: Katja von Garnier), „Der bewegte Mann“ (1994, Regie: Sönke Wortmann) oder „Stadtgespräch“ (1995, Regie: Rainer Kaufmann) waren sehr erfolgreich. Besonders die Schauspielerin Katja Riemann war in vielen dieser Beziehungskomödien zu sehen. Ein weiterer Filmemacher der neuen Generation ist Detlev Buck. In seiner Komödie „Wir können auch anders…“ (1993) behandelt er auf satirische Weise Probleme der Wiedervereinigung der Bundesrepublik und der DDR. Seine bisher erfolgreichste Komödie war aber „Karniggels“ (1991).
Neben den Komödien entstanden in den 1990er Jahren auch eine Reihe von Filmen, die – in der Tradition des neuen deutschen Films – versuchten, die gesellschaftliche Realität zu reflektieren. Beispiele für solche Filme sind: „Winterschläfer“ (1997, Regie Tom Tykwer), „Das Leben ist eine Baustelle“ (1997, Regie: Wolfgang Becker) und „Der Krieger und die Kaiserin“ (2000). Die meisten dieser Filme waren allerdings kommerziell nicht besonders erfolgreich. Daneben wurden in den 1990er-Jahren in Deutschland auch Genrefilme gedreht, beispielsweise „Lola rennt“ (1998, Regie: Tom Tykwer), „Bandits“ (1997, Regie: Katja von Garnier) oder der Horrorfilm „Anatomie“ (2000, Regie: Stefan Ruzowitzky).
Die morbiden Splatterkunstfilme des Jörg Buttgereit wurden in der einschlägigen Szene international bekannt. Etwas abseits des Mainstreams befinden sich auch die Filme von Helge Schneider. Seine Werke, wie auch der mit dem Europäischen Filmpreis ausgezeichnete Dokumentarfilm Buena Vista Social Club (1999, Regie: Wim Wenders), werden in erster Linie in Programmkinos gezeigt.
Ende der 1990er Jahre veränderten zudem erstmals vermehrt Filmemacher mit Migrationshintergrund die Filmlandschaft. Das Deutsch-türkische Kino entstand. Ihr häufig transnationaler Ansatz leistete einen bedeutenden Beitrag. Als ungewöhnlicher Regisseur zwischen Dokumentar- und Spielfilm erwies sich Romuald Karmakar.
Die deutschen Regisseure Wolfgang Petersen und Roland Emmerich konnten sich nach ihren einheimischen Erfolgen in den USA etablieren. Mit Filmen wie Independence Day (1996) oder In the Line of Fire – Die zweite Chance (1993) erreichten sie ein globales Publikum. Der Filmkomponist Hans Zimmer ist seit den 1990er Jahren ebenfalls einer der erfolgreichsten Künstler in den Vereinigten Staaten. Seine Kompositionen für mehr als 100 weltweit erfolgreicher Filme gelten als stilprägend.

### Defizite und Erfolge
| Jahr | Filmbesuche in Mio. | Leinwände |
| ---- | ------------------- | --------- |
| 2000 | 152,5               | 4783      |
| 2001 | 177,9               | 4792      |
| 2002 | 163,9               | 4868      |
| 2003 | 149,0               | 4868      |
| 2004 | 156,7               | 4870      |
| 2005 | 127,3               | 4889      |
| 2006 | 136,6               | 4848      |
| 2007 | 125,4               | 4832      |
| 2008 | 129,4               | 4810      |
| 2009 | 146,3               | 4734      |
| 2010 | 126,6               | 4699      |
| 2011 | 129,6               | 4640      |
| 2012 | 135,1               | 4617      |
| 2013 | 129,7               | 4610      |
| 2014 | 121,7               | 4637      |
| 2015 | 139,0               | 4692      |

Die Bedingungen für die Filmbranche im 21. Jahrhundert haben sich verändert. Die Digitale Revolution führte zum Aufkommen von Tausch-Netzwerken im Internet, in denen aktuelle Filme illegal verbreitet werden konnten. Die für den Kinobesuch relevante junge Zielgruppe ging infolge demographischer Entwicklungen zurück. Computerspiele und Freizeitaktivitäten im Internet wurden eine Konkurrenz. Positiv hingegen verlief der Verkauf und die Vermietung von Videokassetten und später DVDs. Der Kinoumsatz lag im Jahr 2005 bei 745 Mio. Euro, der Videogesamtmarktumsatz bei 1,686 Mrd. Euro. Die Verbreitung großer Flachbildschirme, und verbesserter Tonanlagen für das private Heimkino beschleunigte den Trend. Streaming-Dienste für Filme konnten zurückgegangene Umsätze an der Kinokasse wieder ausgleichen. Die Folgen neuer technischer Möglichkeiten im Bereich der Filmproduktion durch Camcorder und Videoschnittprogramme am Computer ermöglichte es mehr Menschen als zuvor, selbst Filme zu drehen.
Die Präsenz deutscher Filmproduktionen innerhalb Deutschlands blieb seit dem Jahr 2000 trotz verbesserter Marktanteile sehr begrenzt. Außerhalb von Deutschland war der Publikumserfolg deutscher Filme wie in den Jahrzehnten zuvor äußerst gering. 2003 wurde die Deutsche Filmakademie gegründet, 2007 konnte der Deutsche Filmförderfonds und 2015 der German Motion Picture Fund eingerichtet werden.
Caroline Links Literaturverfilmung „Nirgendwo in Afrika“ wurde 2003 mit dem Oscar für den besten fremdsprachigen Film ausgezeichnet. Für Oliver Hirschbiegels „Der Untergang“ wurde 2005 und für „Sophie Scholl – Die letzten Tage“ (Regie: Marc Rothemund), im Jahr 2006 eine Nominierung ausgesprochen. Ein Jahr später konnte Florian Henckel von Donnersmarcks Film „Das Leben der Anderen“ einen Oscar nach Deutschland holen. „Das weiße Band“ (2009) von Regisseur Michael Haneke gewann die Goldene Palme der Filmfestspiele von Cannes.

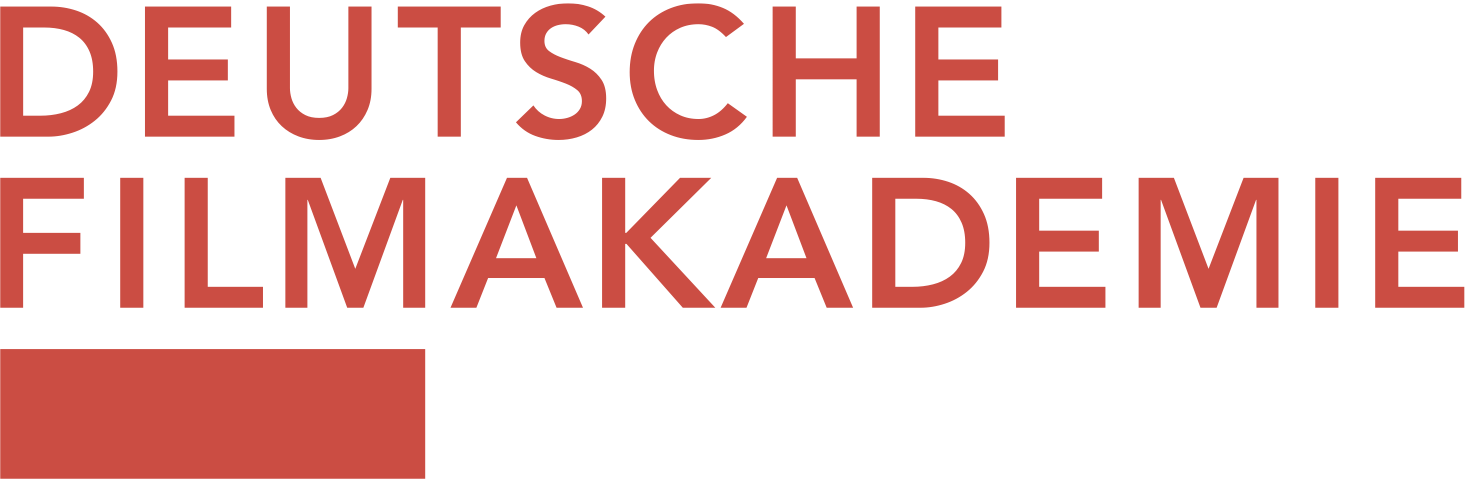
Logo der Deutschen Akademie

Ansonsten setzen sich viele Filmtrends aus den 1990er-Jahren fort. Beim deutschsprachigen Kinopublikum erfolgreich waren in den Jahren nach der Jahrtausendwende Komödien mit dem Schauspieler und Regisseur Til Schweiger, von Matthias Schweighöfer, oder Filmparodien wie beispielsweise Michael Herbigs „Der Schuh des Manitu“ (2001) und „(T)Raumschiff Surprise – Periode 1“ (2004), die Zuschauerzahlen im zweistelligen Millionenbereich anziehen konnten. Wolfgang Beckers Komödie „Good Bye, Lenin!“ (2003) war ebenfalls ein großer Erfolg an den Kinokassen und wurde gleichzeitig mit dem Deutschen Filmpreis und Europäischen Filmpreis bedacht. Der Film „Das Wunder von Bern“ (2003), Regie: Sönke Wortmann, über Deutschlands unerwarteten Titelgewinn bei der Fußball-Weltmeisterschaft 1954 war mit über 3 Millionen Zuschauern ein bemerkenswerter kommerzieller Erfolg. Ebenso wie die Genrefilme „Das Experiment“ (2001) oder „Who Am I – Kein System ist sicher“ (2014).
Fatih Akin mit seinen international ausgezeichneten Dramen „Gegen die Wand“ (2004) und „Auf der anderen Seite“ (2007) sowie andere Regisseure thematisierten Verwerfungen und Konflikte der multikulturellen Gesellschaft. Der mit 2,4 Millionen Zuschauern erfolgreiche und in den Medien intensiv diskutierte Film „Der Baader-Meinhof-Komplex“ (2008), Regie Uli Edel, setzt sich mit der Geschichte der RAF bis zum Deutschen Herbst 1977 auseinander. Produzent war Bernd Eichinger.
Bedeutende internationale Koproduktionen mit deutscher Beteiligung waren u. a. „The International“ (2009) und „Das Parfum – Die Geschichte eines Mörders“ (2006). „Cloud Atlas“ (2012) galt zum Zeitpunkt der Veröffentlichung als die teuerste heimische Filmproduktion. Viele dieser Großproduktionen werden seit der Jahrhundertwende in oder durch das Studio Babelsberg realisiert. Babelsberg und das in der Nachbarschaft liegende Berlin konnten sich auch vermehrt als Standort für US-Produktionen wie die „Die Bourne-Filmreihe“, „Cloud Atlas“ (2012), „Bridge of Spies – Der Unterhändler“ (2015) oder „Ein verborgenes Leben“ (2019) etablieren.
In den letzten Jahren wurden verstärkt Fantasie- und Märchenfilme mit hohem Budget und viel Aufwand produziert. Verfilmungen von Märchen und Kinderbüchern wie „Krabat“ (2008), „Hexe Lili“ (2009), „Das kalte Herz“ (2016) und die beiden Realverfilmungen von Michael Endes „Jim Knopf und Lukas der Lokomotivführer“ (2018) und „Jim Knopf und die Wilde 13“ (2020) sind hierfür Beispiele, von denen die letztgenannten auch in Babelsberg entstanden.
Wim Wenders konnte mit der Tanzfilm-Dokumentation „Pina“ (2011) gefilmt in 3D, technisch wie künstlerisch, Neuland betreten.
Durch eine Vielzahl an bedeutenden Auszeichnungen erfolgreiche Filme der letzten Jahre sind u. a. „Gundermann“ (2018) von Andreas Dresen, „Der Junge muss an die frische Luft“ (2018) von Caroline Link, „Werk ohne Autor“ (2018) von Florian Henckel von Donnersmarck, „Systemsprenger“ (2019) von Nora Fingscheidt, „Undine“ (2020) von Christian Petzold, „Im Westen nichts Neues“ von Edward Berger (2022) und „Das Lehrerzimmer“ (2023) von İlker Çatak.
Als international konkurrenzfähig hat sich zudem die deutsche Werbebranche mit ihren Filmen erwiesen. Bei dem Cannes Lions International Festival of Creativity konnte Deutschland in der Nationenwertung 2011 den dritten Platz belegen. Die Verbreitung besonders populärer Werbefilme geschieht zunehmend über soziale Medien und Internetforen aller Art.

## 2020er-Jahre: Weltweite steigende Wahrnehmung durch Streaming
Der deutsche Film der 2020er-Jahre zeichnet sich dadurch aus, dass deutsche und deutsch-internationale Koproduktionen über internationale Streamingdienste wie Netflix und Amazon ein immer größeres Publikum weltweit gewinnen. Dazu gehören Film wie Serien. Filme wie Blood Red Sky, Schwarze Insel und Prey waren weltweit sehr erfolgreich. Im Westen nichts Neues wurde ein weltweit gefeierter Antikriegsfilm.
Netflix bedient sich dabei der deutschen Infrastruktur vor Ort, überlässt deutschen Produktionsfirmen finanzielle Mittel und übernimmt das Streaming der deutschen Produktionen.

## Bedeutung
| Jahr | Marktanteil |
| ---- | ----------- |
| 2006 | 25,8 %      |
| 2007 | 18,9 %      |
| 2008 | 26,6 %      |
| 2009 | 27,4 %      |
| 2010 | 16,8 %      |
| 2011 | 21,8 %      |
| 2012 | 18,1 %      |
| 2013 | 26,2 %      |
| 2014 | 26,7 %      |
| 2015 | 27,5 %      |

Der deutsche Film konnte nach 1933 lange nicht mehr an seine international ausstrahlende Kinotradition anknüpfen. Die Gründe für den Bedeutungsverlust, der bis zur früheren Gegenwart nicht aufgeholt werden konnte, sind zahlreich. Zum einen musste nach 1945 ein starker Verlust an kreativem Talent hingenommen werden. Zum anderen führten die langandauernde geschichtliche Bewältigung des Zweiten Weltkriegs und die Teilung Deutschlands zu einem Abbruch vieler Filmtraditionen. Eine Ablehnung regionaler, nationaler oder gar europäischer Identität ging mit dieser Entwicklung einher. Die staatlich gestützte (westdeutsche) Kulturförderung zog sich weitgehend aus der zum Leitmedium des 20. Jahrhunderts aufgestiegenen Kunstform Film zurück. Man verließ sich in der Nachfolgezeit insbesondere auf Filmimporte aus den Vereinigten Staaten.
Im Jahr 2010 beliefen sich die staatlichen Gesamtausgaben für subventionierte Kultureinrichtungen auf etwa 9,5 Mrd. Euro. Die Filmförderung auf Länderebene und Bundesebene zusammengenommen verzeichnete 2013 Ausgaben von etwa 250 Millionen Euro. Angesichts der finanziellen Ausstattung nimmt der Film demnach als Kunstform in Deutschland bis heute eine sehr untergeordnete Rolle ein. Auf privatwirtschaftlicher Ebene konnte sich lange, bis auf Ausnahmen, nur eine im nationalen Kontext selbsttragende Filmbranche entwickeln. Eine dem Aufkommen der privaten Fernsehsender während der 1980er Jahre vergleichbare Entwicklung war innerhalb der Filmbranche nur zu einem sehr geringen Maße zu beobachten. Durch Streaming kommt es seit einigen Jahren zu einer wachsenden Bedeutung des deutschen Films auf dem Weltmarkt.
| Jahr | Anzahl |
| ---- | ------ |
| 1975 | 73     |
| 1985 | 64     |
| 1995 | 63     |
| 2005 | 103    |
| 2015 | 226    |

Die unterdurchschnittliche materielle Ausstattung und die jahrzehntelange fehlende Wertschätzung des Films als Kunstform zog u. a. eine geringe Talentdichte nach sich. Ein Starsystem beispielsweise, also die Herausbildung einer Vielzahl international anerkannter Schauspielerpersönlichkeiten, ist bis heute nicht zu beobachten. Populäres, an den Kinokassen erfolgreiches Genrekino, wie etwa im Action-, Abenteuer- oder Science-Fiction-Bereich, konnte nach der Blütezeit in den 1920er Jahren nicht wieder aufgebaut werden. Selbst ein nach künstlerischen Maßstäben profiliertes Autorenkino, das zuletzt in den 1970er Jahren für Aufmerksamkeit in Kritikerkreisen sorgte, fand in den Jahrzehnten nach 1990 keine Fortsetzung.
Im medialen Diskurs gehen verschiedene Autoren auf die Ursachen zu weiteren strukturellen Defiziten ein. Im Fokus der Kritik stehen hier u. a. die sowohl personell als auch inhaltlich eher regional ausgerichteten Fernsehsender, die als Fördergeldgeber über Filmprojekte mitentscheiden. Für die geringe Präsenz des deutschen Films auf dem heimischen Markt (20–25 % Marktanteil) und die Erfolglosigkeit beim internationalen Publikum werden auch Schwächen bei der Anwendung technischer Möglichkeiten und unzureichende emotionale Zuschauerbindung genannt. Die fehlende Ausrichtung auf publikumswirksame, identitätsstiftende und zeitgemäße Drehbücher werden als weitere Gründe für den teilweise immer noch geringen Stellenwert der hiesigen Filmproduktion angeführt.

## Filmhochschulen

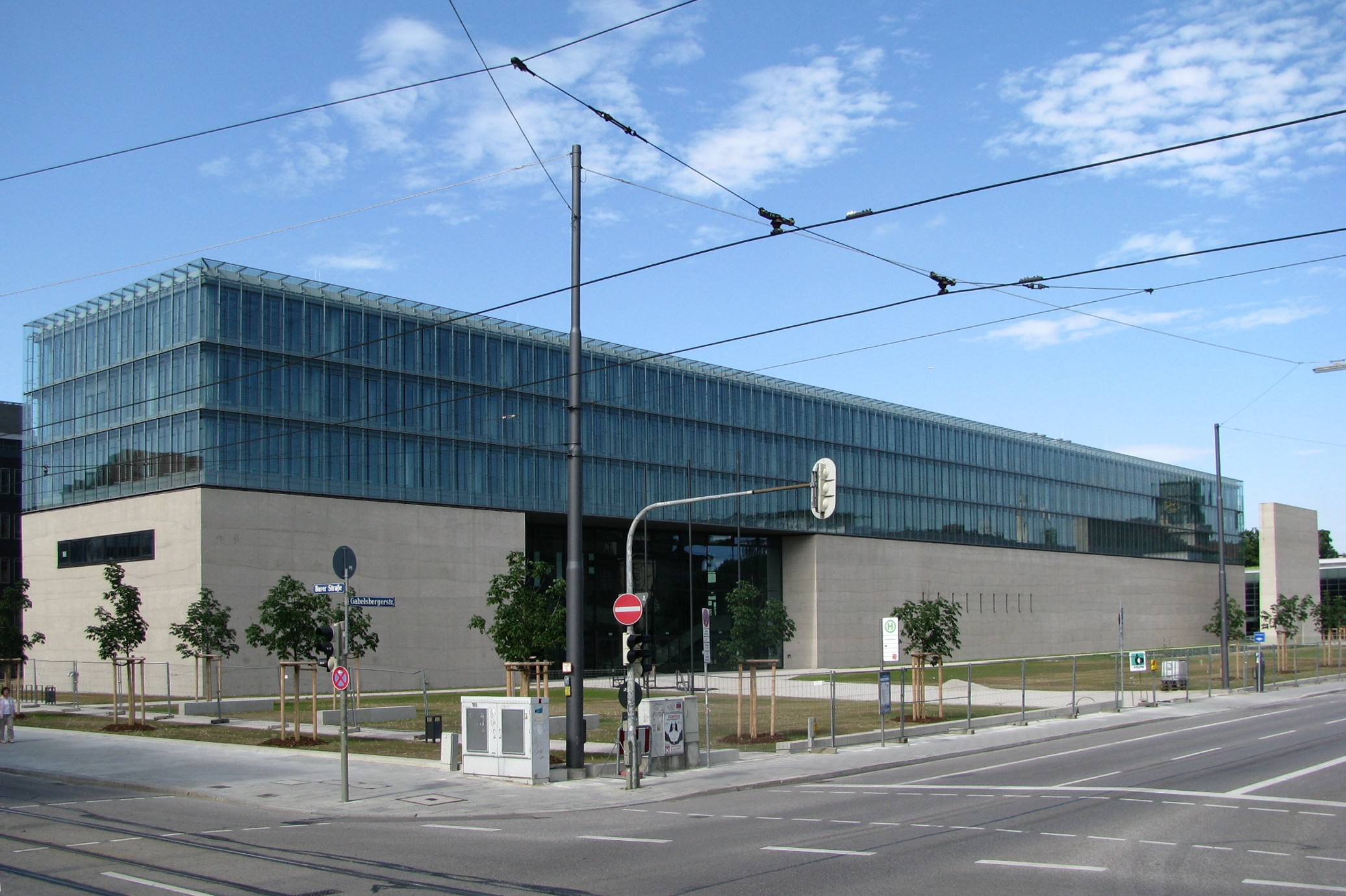
Hochschule für Fernsehen und Film München

- Deutsche Film- und Fernsehakademie, Berlin
- Filmakademie Baden-Württemberg, Ludwigsburg
- Filmuniversität Babelsberg „Konrad Wolf“, Potsdam
- Hochschule für bildende Künste, Hamburg
- Hochschule für Fernsehen und Film, München
- Internationale Filmschule Köln, Köln
- Kunsthochschule für Medien, Köln

## Filme
- Klassentreffen in der Toscana. Der neue deutsche Film. Deutschland/WDR/3sat 2008, 45 min. Eine Dokumentation von Reinhold Jaretzky und Natalie Schulz. Produktion: Zauberbergfilm Berlin